# Ту-4
Ту-4 (изделие «Р», по кодификации НАТО: Bull — «Бык») — поршневой советский стратегический бомбардировщик, состоял на вооружении ДА ВВС СССР с 1949 года до начала 1960-х годов. Самолёт является копией американского бомбардировщика B-29, воспроизведённой методом обратной разработки. При этом его конструкция, оборудование, вплоть до интерьера гермокабин, были строго скопированы с американского образца, за исключением пушечного вооружения, винтомоторной группы силовой установки и радиостанции. Советские двигатели имели мощность 2400 л. с. по сравнению с 2200 л. с. у оригинала. Пушечное оборонительное вооружение (10 скорострельных пушек калибра 23 мм вместо 12 пулемётов калибра 12,7 мм у В-29) значительно повысило обороноспособность советской «суперкрепости».
В СССР самолёт Ту-4 был последним серийным тяжёлым бомбардировщиком с поршневыми двигателями.
Дальность Ту-4 — 5100 км — не являлась межконтинентальной, поэтому он относился в ВВС СССР к классу дальних бомбардировщиков. Вплоть до середины 1950-х годов, когда в СССР ещё не были развёрнуты эскадрильи тяжёлых стратегических бомбардировщиков нового поколения, основную ударную мощь составляли Ту-4, оснащённые системой дозаправки топливом в воздухе и способные нанести ответные удары по передовым базам США в Западной Европе, в том числе в Англии.
Освоение серийного производства самолётов Ту-4 обеспечило переход советского тяжёлого самолётостроения в кратчайшие сроки на новый, более высокотехнологичный уровень.
Начиная с Ту-4, все элементы оборудования в советском самолётостроении были сведены в системы.
На Ту-4 установлена первая в СССР система дистанционного управления, разработанная Всесоюзным заводом № 118 (ныне ОАО Московский научно-производственный комплекс «Авионика» имени О. В. Успенского).

## История создания

### Предпосылки
К концу Второй мировой войны советской стратегической авиации практически не существовало. Несмотря на очевидную эффективность боевого применения Авиации дальнего действия (АДД) с первых дней войны, вынужденная ориентация авиационной промышленности СССР на нужды фронтовой авиации привела к тому, что потери АДД СССР восполнялись в основном средними дальними бомбардировщиками Ил-4, а тяжёлые самолёты ТБ-3 устарели по всем параметрам. К 1943 году практически все уцелевшие четырёхмоторные ТБ-3 были переведены в ВТА. Основу АДД СССР составили средние дальние двухмоторные бомбардировщики Ил-4. Малочисленный (около 60 единиц) отряд тяжёлых четырёхмоторных бомбардировщиков ТБ-7 не мог оказать решающего влияния на ход боевых действий. Кроме того, к 1944 году ТБ-7 по своим тактико-техническим данным начал уступать последним модификациям «Летающей крепости» B-17, главным образом по причине отсутствия советских серийных мощных высотных моторов, без которых ТБ-7 не мог без потерь преодолевать германские зоны ПВО в дневное время.
По этой же причине массированные налёты дальних бомбардировщиков ВВС Англии на города Германии осуществлялись, как правило, ночью.
В 1943 году, в связи с активизацией в СССР работ по атомной проблеме, возникла потребность в разработке авиационного носителя для создаваемой атомной бомбы. Основная роль изначально отводилась единственному в СССР коллективу конструкторов с довоенным опытом создания тяжёлых самолётов, работавших под руководством А. Н. Туполева.
7 сентября 1943 года заместитель наркома авиационной промышленности А. С. Яковлев направил главному конструктору завода № 156 А. Н. Туполеву письмо с предложением разработать эскизный проект тяжёлого высотного четырёхмоторного бомбардировщика, близкого по своим тактико-техническим характеристикам к американскому самолёту В-29, но на основе советских технологий, материалов и оборудования.
Аналогичные задания получили также два производственных конструкторских коллектива, возглавлявшиеся бывшими учениками А. Н. Туполева: ОКБ-482 В. М. Мясищева — проект дальнего высотного бомбардировщика ДВБ-202 и ОКБ И. Ф. Незваля — проект глубокой модернизации самолёта ТБ-7.
В мае 1944 года вновь воссозданное ОКБ завода № 156 Туполева приступило к разработке эскизного проекта нового стратегического бомбардировщика «третьего поколения». В ОКБ-156 проект получил индекс 64.
Тем временем предоставилась возможность ликвидировать советское отставание в кратчайшие сроки.
В июне 1944 года самолёт B-29-5-BW под командованием капитана Говарда Джарелла из 771-й эскадрильи 462-й бомбардировочной группы с заводским номером 42-6256 и собственным именем «Рэмп Трэмп» был подбит японскими зенитчиками в Маньчжурии и решил лететь в СССР, где был перехвачен истребителями ВВС ТОФ и совершил посадку на аэродроме Центральная-Угловая. 20 августа 1944 года через реку Амур перетянул подбитый B-29A-1-BN № 42-9329 из 395-й эскадрильи 40-й авиагруппы капитан Р. Мак-Глинн. Экипаж самолёта благополучно выбросился с парашютами, самолёт упал в пригороде Хабаровска. В ноябре 1944 года B-29-15-BW № 42-6365 «Генерал Х. Арнольд», 794-я эскадрилья, 486-я группа, командир экипажа капитан У. Прайс потерял ориентировку и на остатках горючего долетел до СССР, где произвёл посадку на аэродроме Центральная-Угловая. Четвёртая машина B-29-15-BW № 42-6358 «Динг Хао» под командованием лейтенанта Микиша (или Миклиша) была подбита японскими истребителями, встречена советскими самолётами и проведена ими до аэродрома. По пятому Б-29 сведения противоречивые: по одним данным, самолёт был ошибочно перехвачен и обстрелян истребителями 14 ИАП ВВС ТОФ, по другим данным, самолёт был обнаружен в расположении советских войск на территории Кореи.
Согласно советско-японскому пакту о ненападении бомбардировщики и их экипажи были интернированы в СССР, самолёты числились в составе управления ВВС ТОФ, но не летали.
25 мая 1945 г. В. М. Мясищев, с учётом фактически выявленного значительного отставания СССР от США в области технологии самолётостроения, внёс на рассмотрение «НКАП предложение скопировать силами своего ОКБ и ОКБ И. Ф. Незваля самолёт В-29. В то время ОКБ И. Ф. Незваля разрабатывало проект стратегического бомбардировщика путём глубокой модернизации самолёта ТБ-7 (Пе-8), а ОКБ В. М. Мясищева — проект «летающей крепости» — дальнего высотного бомбардировщика, проект ДВБ-202», с пушечной (пушки Б-20) оборонительной системой и высотными двигателями воздушного охлаждения АШ-72, весьма близкий по своим компоновочным решениям самолёту В-29. В. М. Мясищев предложил установить на копируемый самолёт двигатели АШ-72, а для повышения эффективности оборонительного вооружения вместо пулемётов установить пушки Б-20. Всю работу он предлагал начать на авиазаводе № 22 (г. Казань).
В частности, в своём письме наркому авиапромышленности В. М. Мясищев писал: «Вся работа по выпуску чертежей В-29 может быть выполнена ОКБ тов. Незваля, серийно-конструкторским отделом и частью конструкторов нашего ОКБ, находящегося на 22-м заводе, освобождёнными от работы по серийному Пе-2». Вновь назначенный нарком авиапромышленности СССР М. В. Хруничев (вместо репрессированного А. И. Шахурина) немедленно сообщил лично И. В. Сталину о спасительном предложении Мясищева. Сталину предложение понравилось, поскольку оно было созвучно его собственному распоряжению — скопировать американский тепловоз «Да» с целью освоения его серийного производства на Харьковском заводе и ликвидации технологического отставания СССР в области тяжёлого дизелестроения и локомотивостроения. Тем не менее была предпринята вторая, официальная попытка заполучить для СССР самолёты В-29 (первый запрос был сделан ещё 19 июля 1943 г.).
28 мая 1945 года СССР запросил американскую сторону о передаче СССР 120 единиц бомбардировщиков В-29 для использования на Дальнем Востоке против Японии. Однако американская сторона и в этот раз ответила вежливым отказом.
Для выработки окончательного решения Сталин решил заручиться авторитетным мнением специалиста в лице А. Н. Туполева.

По звонку Хруничева А. Туполев и Архангельский приехали в Кремль. Архангельский нёс в руке тоненькую папку с предложениями по проекту самолёта «64». В приёмной их ждал Хруничев. Вскоре всех троих пригласили в кабинет.
И. В. Сталин, в мундире генералиссимуса, курил трубку и неторопливо прохаживался по кабинету, на стене — портреты Кутузова и Суворова… Когда все уселись, он несколько минут продолжал ходить, а потом негромко спросил:
— Товарищ Туполев, вы хорошо знаете американский самолёт Б-29 (В-29)?
— Да, товарищ Сталин, — поднялся Туполев.
Сталин жестом предложил ему сесть и снова спросил:
— А как вы считаете, это хорошая машина?
— Очень хорошая, товарищ Сталин. Её скорость — 600 километров в час, потолок 12 километров. На такой высоте зенитный огонь мало эффективен. А от истребителей самолёт защищён большим количеством огневых точек. Причём при стрельбе из них вокруг самолёта можно создать огневую сферу. Поэтому-то В-29 и называется летающей крепостью. Наконец, самолёт берёт на борт бомбы очень большого калибра — до шести тонн.
Сталин повернулся к Архангельскому:
— Ну, а какое ваше мнение?
— Считаю также этот самолёт очень хорошим, товарищ Сталин, — быстро сказал Архангельский.
— Хорошим… — повторил задумчиво Сталин, прохаживаясь вдоль длинного стола. Потом повернулся:
— Так вот, товарищи, нам нужен самолёт с такими же характеристиками. И мы хотим поручить это сделать вам. Берётесь?
— Да, товарищ Сталин, — поднялся Туполев, — Однако…
— Говорите.
— Товарищ Сталин, американская технология самолётостроения, особенно такого бомбардировщика, очень отличается от нашей. Я имею в виду не только авиационные заводы, но и промышленность других министерств, от которых мы получаем и металл и изделия.
— Значит им придётся освоить эту продукцию, — сказал Сталин, выпуская клубы дыма. — Иного пути у нас нет…
— Товарищ Сталин, — сказал Туполев, — согласование через Совет Министров с другими министерствами на выпуск нужной нам продукции займёт очень много времени. А это скажется на сроках.
— Сроки мы вам устанавливаем жёсткие. К середине 1947 года первые самолёты должны быть готовы. Желательно, чтобы они приняли участие в воздушном параде на празднике Воздушного Флота. А что касается вопросов согласования, то вы, товарищи, подготовьте проект постановления, по которому будете иметь право непосредственно различным министерствам заказывать нужную вам продукцию. Для этого вы получите достаточно широкие полномочия. Вам ясно?
— Ясно, товарищ Сталин, — ответил Хруничев.
— Хорошо. Вы свободны.
В машине возбуждённый Туполев сказал Архангельскому:
— Ну, теперь или пан, или пропал…
— Л. Л. Лазарев (Лифшиц), «Коснувшись неба»
В 1945 году ОКБ Туполева получило задание остановить все собственные разработки дальних бомбардировщиков и в максимально короткие сроки скопировать B-29 насколько можно точно.
Для изучения Б-29 на Дальний Восток прибыла группа специалистов, знакомых с американской техникой, во главе с подполковником Рейделем, до этого занимавшегося перегонкой самолётов, в том числе и А-20. Самолёты числились за управлением ВВС ТОФ, однако в кратчайшие сроки сформировали 35-ю отдельную дальнебомбардировочную эскадрилью на аэродроме с. Романовка. Этот аэродром имел хорошие подходы, тогда как большинство дальневосточных аэродромов окружено сопками. В эскадрилью включили два Б-29 и один Б-25. Самообучение личного состава и испытания самолётов продолжались до 21 июля, и здорово помогло, что в одном из самолётов была обнаружена техническая документация.
Перегонку первой машины — с разбитым американским экипажем оборудованием — выполнял экипаж подполковника С. Б. Рейделя, обязанности бортинженера выполнял инженер-майор Н. А. Кравцов, за что оба были награждены орденами Ленина. 23 июня 1945 г. В-29 (42-6365) совершил посадку на Московском аэродроме Измайлово, где дислоцировался 65-й полк особого назначения ВВС ВМФ. В течение июля 1945 г. перегнали ещё два самолёта В-29.
Один самолёт был полностью разобран, второй оставили как эталон, на третьем выполнялись испытательные полёты. Четвёртый самолёт № 42-6256 «Рэмп Тремп» (и изображением на фюзеляже бродяги) по просьбе командующего ДА маршала Голованова перегнали в Балбасово (Орша), где дислоцировался 890-й полк, летавший, помимо Пе-8, и на «ленд-лизовских» машинах А-20 Бостон
Ту-4, носивший в процессе разработки индекс Б-4, являлся точной копией B-29 — скопировали даже подстаканник в панели управления и пепельницу (хотя советским лётчикам запрещалось курить в полёте категорически). Доходило до того, что в качестве базовой единицы измерения при проектировании использовались дюймы, которые затем переводились в миллиметры. С этим, правда, была связана проблема, повлёкшая некоторое ухудшение лётных характеристик по сравнению с оригиналом: использовавшийся в B-29 дюралевый лист толщиной в 1/16 дюйма в СССР не производился, поэтому вместо него был использован чуть более толстый лист, что повлекло за собой несколько большую массу самолёта. Та же проблема касалась электропроводки: чтобы гарантированно обеспечить параметры проводимости кабельной сети дюймового сечения, применялись более толстые кабели из проволоки метрических размеров, производившейся в СССР. Суммарная разность веса оказалась весьма значительной.
Единственными системами (не считая вооружения), кардинально отличавшимися от оригинала, были двигатели: Туполев принял решение не копировать американский двигатель Райт Р-3350, а воспользоваться более мощным АШ-73 конструкции А. Д. Швецова, который был достаточно схож с двигателями оригинала. Впрочем, нагнетатели и подшипники имели американскую конструкцию. Также оригинальной была конструкция дистанционно управляемых оборонительных турелей, приспособленных для установки в них советских 23-мм пушек НС-23.
Ту-4 впервые оторвался от земли 9 мая 1947 года, и, хотя лётные испытания продолжались до 1949 года, серийное производство началось немедленно. В части самолёт начал поступать в 1949 году. Впрочем, несмотря на попытки разработать систему дозаправки в воздухе, позволившую бы увеличить дальность полёта, радиуса действия самолёта всё равно не хватало для поражения территории США и возвращения обратно. Системы дозаправки и подвесные топливные баки оказались не слишком удачными и были установлены только на нескольких самолётах.

### Проектирование и подготовка к производству
С июля 1945 г. по март 1946 г. ОКБ А. Н. Туполева производило копирование самолёта В-29, проектирование самолёта-аналога Б-4 и подготовку технической документации для обеспечения его серийного производства.[6]. Самолёт В-29, созданный на базе новейшей техники, был оснащён сложнейшим и многообразным оборудованием. Автоматическое копирование его было бы невозможно без всестороннего анализа конструктивно-технологических решений, без детального изучения всех систем, без подробных прочностных расчётов. В связи с этим разработка рабочих чертежей часто оказывалась более трудоёмкой по сравнению с обычным проектированием Процесс проектирования сопровождался тщательным анализом копируемых конструктивных решений, реализованных в американском самолёте В-29 и полным объёмом производимых по советским методикам проектировочных аэродинамических и прочностных расчётов.[А]. Большое значение придавалось сохранению заданного взлётного веса самолёта. По заданию вес пустого Б-4 не должен был превышать 34 529 кг (американские В-29 весили 33 766 и 33 702 кг). Задача усложнялась необходимостью обеспечения кооперации многих отраслей советской авиапромышленности не на обычной стандартной продукции, а на новом, более высоком и ещё не освоенном технико-технологическом уровне, а также необходимостью перехода от дюймовой системы к метрической. Работу начали с определения судеб трёх имеющихся самолётов В-29…[/];. Было решено одну машину разобрать для копирования и выпуска чертежей, на второй - летать для обучения персонала и составления инструкций по эксплуатации, третью — хранить как эталон.
Самолёт В-29 № 42-6365 был передан в ОКБ для разборки, изучения, копирования и подготовки документации для серийного производства;[/];. Самолёт В-29 № 42-6256 был перегнан из Балбасова в ЛИИ (г. Жуковский) для обучения персонала и составления инструкций по эксплуатации. В дальнейшем он длительное время использовался в качестве летающей лаборатории для испытаний и доводки советской винтомоторной группы для самолёта Б-4.;[/];. Самолёт В-29, № 42-6358, был сохранён в качестве эталона;[/];. В начале июля 1945 года в ОКБ были сформированы оперативные группы по копированию и проектированию агрегатов и узлов конструкции самолёта.[1и].[А].
В ночь с 10 на 11 июля 1945 года самолёт В-29 № 42-6365 доставили на Центральный аэродром имени Фрунзе в Москве, установили в большом ангаре. После осмотра машины А. Н. Туполевым и его помощниками машину немедленно начали расстыковывать, обмерять и выполнять «от руки» предварительные эскизы конструктивных элементов частей планера. Каждый отдельный агрегат планера изучала и обрабатывала отдельная бригада конструкторов и технологов. Каждый агрегат и деталь тщательно взвешивали, обмеряли, фотографировали и производили техническое описание. Затем устанавливали в стапель-ложемент, где фиксировали геодезически. Потом демонтировали всё съёмное оборудование, аппараты, трубки, жгуты проводов, тросы, тяги и т. д., пока не обнажался каркас агрегата планера. Его разборку начинали со снятия стрингеров, книц, окантовок люков, шпангоутов, лонжеронов. Листы обшивки оставались в стапеле-ложементе. Все детали подвергались спектральному анализу для определения свойств материала. В итоге был подготовлен альбом с эскизами, который стал основой для дальнейших работ по проектированию конструктивных элементов и разработке рабочих чертежей. Всего было выполнено несколько десятков тысяч рабочих чертежей.
Туполев, в соответствии с постановлением Совмина, приказал обозначать все чертежи вместо порядкового номера своего КБ — шифром «Б-4» («бомбардировщик четырёхмоторный»). Однако в дальнейшем, по указанию И. В. Сталина, самолёт получил обозначение Ту-4. Этим отдавалась дань колоссальной, тяжёлой работе, выполненной под руководством А. Н. Туполева, сопровождавшейся переоснащением многих отраслей авиапромышленности[А].
Проектирование показало, что без коренного изменения технологии авиационной металлургической промышленности воспроизвести этот самолёт в Советском Союзе не удастся. Необходимо было внедрять в серийное производство новые технологические процессы и материалы, большие проблемы были с оборудованием, многие компоненты систем и оборудования в СССР просто не производились.[1и].
Первоначально для ускорения процесса копирования самолёта В-29 предполагалось закупить в США комплектующие изделия, в частности: колёса шасси, свечи и подшипники, стартеры к авиамоторам, воздушные винты «Гамильтон Стандарт», различные приборы, радиолокационные станции AN/APQ-13.
В сентябре 1945 года А. Н. Туполев со своим штабом ещё раз осмотрел самолёт В-29: «Самолёт как самолёт, ничего необычного в нём не вижу. Но как справитесь вы с этой паутиной проводов, окутавших всю машину, как наладите взаимосвязи многочисленных радиолокаторов с дистанционной системой стрельбы, с управлением машиной и навигацией — я, откровенно говоря, не пойму. Неясен и ряд других вопросов. Оружие и бомбы безусловно наши. Шкалы приборов переведём в метрическую систему; но как быть с системой опознавания „Свой-Чужой“, личным снаряжением экипажа, парашютами и т. д. Все эти вопросы надо тщательно проработать и обусловить ещё одним постановлением, ибо без этого погрязнем в спорах…».
- Для передачи смежникам демонтируемого оборудования для копирования возникла проблема. Необходимо было по имеющимся описаниям определить, к каким системам (аппаратуре) относятся демонтируемые блоки и проследить все соединяющие их электрожгуты. Все блоки и жгуты фотографировались непосредственно на самолёте, до демонтажа, затем расстыковывались (разнимались) штепсельные разъёмы «ШРы», определялось, сколько проводов и какого сечения соединяют их, к каким «ножкам» эти провода припаяны… Составлялась схема соединений… Демонтированная аппаратура и жгуты взвешивались, фотографировались и получали советское обозначение. Все полученные сведения заносились в специальные карточки, отпечатанные в типографии. Только после этого обращались к соответствующим специалистам, курировавшим работы, с просьбой прислать представителей с заводов-изготовителей для приёмки…[5].

В процессе копирования конструкции планера самолёта затруднения начались с обшивки. Оказалось, что процесс перевода дюймовых размеров в метрическую систему весьма сложен. При измерении толщины листов обшивки установили, что она равна 1/16 дюйма, при точном переводе в метрику — 1,5875 мм. Прокатывать такие листы не брался ни один завод — не было ни валков, ни калибров, ни мерительного инструмента. Пришлось округлять. Но если округляли до привычной величины 1,6 мм — протестовали аэродинамики: вес увеличивается и они не гарантируют требуемых скорости, высоты и дальности. При округлении размера в минус, то есть до 1,5 мм — возражали прочнисты: не могли гарантировать прочность. Вопрос решили по-инженерному. В одном случае пошли на утолщение обшивки, в другом — на утоньшение, в зависимости от местных значений расчётных нагрузок. Дебаты на эту тему подытожил Туполев: — Вот и будем каждый раз руководствоваться разумом! В результате листы обшивки фюзеляжа имели толщины от 0,8 до 1,8 мм.
Доходило до анекдотических ситуаций. На левом крыле было обнаружено небольшое отверстие. Ни специалисты по аэродинамике, ни эксперты по прочности конструкции не могли сказать, для чего оно нужно. Вероятно, что рабочий на заводе сделал его случайно, по ошибке, а затем его просто забыли заделать. Однако на всех советских Ту-4 на левом крыле появилась крошечная дырочка, сделанная самым тонким сверлом.

### Копирование авиационного и радиоэлектронного оборудования
В процессе некоторые исполнители просили освободить их от этой рутинной работы, утверждая, что их приборы нисколько не хуже, а главное, обладают неоспоримым преимуществом — производятся серийно. Конфликт с прибористами затягивался и начал угрожать срокам выпуска чертежей самолёта… В этой ситуации Туполев понимал, что строжайший приказ Сталина: «Никаких изменений не вносить!» не имеет альтернативы при жёстко установленном сроке выполнения задания. Каждое самое незначительное изменение может потянуть за собой цепочку других. Процесс может стать лавинообразным, неуправляемым.
При переводе сечений электропроводов, снятых с В-29, в метрику, у прибористов, радистов и оружейников возникли те же проблемы, что и у самолётчиков… Получилась шкала: 0,88; 1,93; 3,05; 5,15; 8,8; 13,0; 21,0; 41,0 мм². При попытках использовать ближайшие сечения проводов советского производства при округлении в «плюс» — вес электросети возрастал на 8÷10 процентов. При округлении в «минус» — не укладывались в нормы падения напряжения. Потеряв много времени на споры, кабельщики были вынуждены скопировать американские сечения проводов. В отечественной авиапромышленности этот провод получил название БПВЛ — Бортовой провод с изоляцией из поливинилхлорида, в оплётке из антисептированной хлопчатобумажной пряжи, пропитанной нитроцеллюлозным лаком. Провода БПВЛ и БПВЛЭ впоследствии массово применялись на многих типах советских самолётов. По техническим условиям ТУ16-06-370-69 они выпускались на 24 разных номинала по сути дюймового сечения.
Каждое утро Туполев начинал с просмотра сводных графиков, отображавших ход работы не только в своём КБ, но всего громадного комплекса… Для облегчения просмотра в делах учёта и планирования с самого начала он установил строжайший порядок. Чтобы избавиться от просьб и уговоров, связанных с внесением тех или иных изменений в ходе выполнения работ по копированию В-29, отнимающих время, Туполев распорядился в одном из залов ОКБ открыть выставку, на которой были установлены стенды всех министерств, поставляющих для нового самолёта материалы и изделия… При отсутствии продукции на стенде устанавливалась фотография, характеристика, вес изделия, а сверху указывалась фамилия ответственного за поставку и срок. При возникновении угрозы срыва установленного срока Туполев приглашал на выставку соответствующего министра и дело сразу трогалось с места.
Невзирая на серьёзные последствия за неисполнение личного распоряжения Сталина о точном копировании самолёта В-29, были случаи, когда данное распоряжение не выполнялось. В частности, это произошло в процессе разработки аппаратуры опознавания самолётов в воздухе. Американскую аппаратуру сняли и заменили советской. Необходимость такой замены была понятна всем без исключения, никто не протестовал и жалоб никуда не писал. Кроме того, в связи с тем, что на В-29 стояли командные коротковолновые радиостанции устаревшей конструкции, а на поставлявшихся в СССР по лендлизу бомбардировщиках американцы устанавливали новейшие ультракоротковолновые станции, возникло инициативное предложение копировать именно такие. Разработчик и ОКБ пришли по этому поводу к единому мнению. Заместитель министра радиопромышленности Р. Зубович взялся решить этот вопрос, но с условием получения согласия от ВВС. Генерал С. Данилин сказал: «Разумеется, нужно именно так и сделать, но официального согласия я дать не могу». По решению заместителя министра авиационной промышленности по оборудованию А. Кузнецова была достигнута договорённость: копируется более современная станция; КБ Туполева размещает её на самолёте Б-4 и гарантирует безупречную радиосвязь; Данилин даёт указание принимать самолёты Б-4 с такой радиостанцией; Зубович, осознавая, что в перспективе освоение производства ультракоротковолновой командной рации неизбежно, соглашается её освоить и молчать. В процессе копирования самолёта В-29 довольно сложно складывались взаимоотношения ОКБ Туполева с представителями химической промышленности. На копируемом самолёте широко применялись пластмассы, резины, синтетические ткани и т. д. Как правило, заводы-поставщики и НИИ сопротивлялись новым композициям материалов и настойчиво предлагали заменить их традиционными, освоенными советской промышленностью: бакелитом, фиброй и плексигласом. Случалось, что не укладывались в установленные сроки. В частности, сложно шло освоение производства антиобледенительных резиновых протекторов типа «Гудрич». В связи с этим первые две машины: Б-4 № 220001 и № 220002, были выпущены без антиобледенительных протекторов. В конце октября 1945 года НИИ-627 и ОКБ-43 (нач. Торопов) поручена разработка системы оборонительного стрелкового вооружения «Звезда» для головной серии самолёта «Б-4» по имевшимся американским образцам и техническим условиям НКАП, но под пушки Б-20 калибра 20 мм. На самолёте В-29 была установлена сложнейшая по тому времени система управления стрелковым оборонительным вооружением. Наибольшую сложность в ней составили вычислительные машины, определявшие параллакс цели. Система объединяла пять стрелковых установок — турелей, с двумя (в хвостовой — тремя) пулемётами в каждой турели. Любой комбинацией из этих установок мог управлять со своего места каждый из пяти стрелков. Расстояние от носового стрелка до хвостового составляло около 30 метров, стрельба велась на дистанции в 300÷400 метров. Таким образом расстояние между стрелком и стрелковой установкой могло составлять примерно 10 процентов расстояния от установки до цели. Именно такие условия определяли необходимость учитывать параллакс цели. Вычислительные машинки мгновенно вводили поправку на параллакс, когда один из стрелков брал на себя управление одновременной стрельбой из нескольких турелей. Амплидины (электрогенераторы для следящих систем) питали электрические моторы, вращавшие турели стрелковых установок. Разветвлённая электросеть только системы оборонительного вооружения имела суммарную длину около 8 километров. Стрелковые прицелы были обычными коллиматорными.

### Создание винтомоторной установки
В ноябре 1945 года поступило распоряжение об организации производства авиамоторов АШ-72 для самолётов «Б-4». У двигателистов процесс перевода дюймовых размеров в метрическую систему прошёл относительно просто. Ещё до войны между американской фирмой Райт Циклон и моторостроительным КБ А. Швецова существовало лицензионное соглашение. Получавшиеся материалы КБ А. Швецова использовало выборочно. В частности, двигатель «М-71» для поликарповского истребителя И-185 был близок к двигателям «Райт Циклон 18», установленным на В-29. Кроме того, фирма Райт Циклон выпускала двигатели для США в дюймовом измерении, а для Европы, где они широко применялись, в метрическом. Поэтому внедрение в производство моторов АШ-73ТК не потребовало от мотористов сложной работы по пересчёту размеров, как это произошло у самолётчиков и прибористов. Сам двигатель АШ-73ТК для самолёта Б-4 был разработан на основе американского «Райт Циклон 18» и советских АШ-71 и АШ-72. Без изменений был скопирован и запущен в производство ряд агрегатов систем двигателя, в создании которых советская промышленность значительно отставала от США, в частности: турбокомпрессоры и агрегаты системы их управления; карбюраторы; магнето; термостойкие многооборотные подшипники. В итоге, симбиоз американской техники с русской смекалкой обеспечил в данном конкретном случае оптимальное направление в процессе создания двигателя АШ-73ТК, что явилось неоспоримым достижением КБ А. Швецова. Для доводки советской винто-моторной группы (новый воздушный винт с двигателем АШ-73ТК) решено было использовать в качестве летающей лаборатории самолёт В-29 «Рэмп-Трэмп», одновременно, для подробного изучения силовой установки, составления её схем и инструкций по эксплуатации, решено было использовать нелетающий «эталон». Для проектирования воздушного винта под двигатель АШ-73ТК в ЦАГИ был создан специальный стенд, обеспечивавший возможность на земле, в натурной аэродинамической трубе, производить съём и сопоставления необходимых характеристик винто-моторных установок самолётов В-29 и Б-4. Для исследования аэродинамического взаимовлияния воздушных винтов и самолёта в натурных аэродинамических трубах возникла необходимость спроектировать и построить специальную модель самолёта Б-4, имеющую размах крыла 18 м, с четырьмя электромоторами, воспроизводящими работу модельной винто-моторной группы самолёта.
В ноябре—декабре 1945 года задание на разработку самолёта «Б-4» включили в план опытного самолётостроения НКАП (МАП) на 1946 год.
В декабре 1945 года проведённая в ОКБ А. Н. Туполева работа по копированию В-29 и проектированию самолёта Б-4 показала, что большинство технических решений и конструкционных материалов копируемого самолёта В-29 отличается от освоенных в советском самолётостроении. Более совершенной оказалась и технология производства. В связи с этим заместитель министра авиационной промышленности П. В. Дементьев на специальном совещании, посвящённом самолёту Б-4, в декабре 1945 года заявил: «Требуется проделать колоссальную работу, поднять авиационную культуру на новую, очень высокую ступень».
26 февраля 1946 года постановлением правительства СССР были утверждены основные характеристики самолёта «Б-4» с учётом возможности установки на самолёт разрабатывавшихся двигателей АШ-73ТК с приводными центробежными нагнетателями и турбокомпрессорами:
- вес пустого самолёта — не более 34 529 кг (американские В-29 весили 33 766 и 33 702 кг);
- нормальный взлётный вес — 54 500 кг;
- перегрузочный взлётный вес — не более 61 250 кг;
- максимальная допустимая скорость у земли — не ниже 470 км/час;
- максимальная скорость (на высоте 10500 м) — 560 км/час;
- дальность (при нормальном взлётном весе 54 500 кг и с бомбовой нагрузкой — 1500 кг) — не менее 5000 км;
- дальность (при перегрузочном взлётном весе 61 250 кг и с бомбовой нагрузкой 5000 кг) — не менее 6000 км;
- дальность (при бомбовой нагрузке 8000 кг) — 4900 км.

Заводские и государственные испытания двигателей АШ-73ТК были запланированы, соответственно, на октябрь 1946 г. и август 1947 года. В марте 1946 года А. Н. Туполев доложил министру М. В. Хруничеву: «Выполняя задание по самолёту „Б-4“, ОКБ завода № 156 5 марта 1946 г. на 10 дней раньше установленного срока) закончило сдачу полного комплекта рабочих чертежей заводу № 22, тем самым дало (…..) необходимую техническую документацию для развёртывания серийного производства(….) Б-4». Сданный в производство комплект рабочих чертежей по самолёту Б-4 полностью соответствовал системе производства, принятой на заводе № 22 (г. Казань), и привычному для его работников оформлению конструкторско-технологической документации.
К июню 1946 года все заказы по копируемому самолёту В-29 были размещены… В связи с этим ОКБ Туполева предоставилась возможность полностью переключиться на выпуск рабочих чертежей. В этой обстановке Туполев распорядился построить деревянный макет самолёта по чертежам, отправляемым на серийный завод, в Казань. Это решение оказалось весьма уместным и своевременным, упредившим изготовление деталей частей планера из металла… В процессе постройки деревянного макета сразу же стали выявляться огрехи и ошибки… Но если на обычном макете в таком случае конструктор шёл в цех и «по месту» подправлял рабочий чертёж, то для макета Б-4 это категорически воспрещалось. Чертёж исправлялся в присутствии контролёра, проверялся на макете и вносился в реестр. После чего исправление шло на серийный завод… Таким образом выправляли большинство ошибок.
В июне 1946 года были уточнены лётные данные для самолёта «Б-4», в частности:
- дальность (с бомбовой нагрузкой 7120 кг) не менее 3000 км (вместо утверждённых ранее значений, соответственно, 8000 кг и 4900 км);
- предписано предусмотреть на серийных самолётах подвеску внутри фюзеляжа укороченных бомб калибра 3000 кг[4].

В середине 1946 года в макетном цехе ОКБ А. Н. Туполева была завершена сборка деревянного полноразмерного макета самолёта Б-4. После его окраски трудно было догадаться, что он деревянный… По личному распоряжению А. Н. Туполева на всех люках макета были врезаны замки, поэтому попасть внутрь макета можно было только с разрешения самого А. Туполева либо ведущего конструктора Д. Маркова. Это была вынужденная мера, пресекавшая неистребимое стремление разного рода специалистов к улучшению и «облагораживанию».
В 1946—1947 гг. для обеспечения самолёта Б-4 техническими описаниями и инструкциями по его эксплуатации переводили американские инструкции; простой, бесхитростный и доходчивый американский стиль изложения всем очень понравился. В одной из инструкций, в частности, перевели буквально следующее: «…а теперь следует запустить ПУТ—ПУТ». Переворошили гору словарей — всё безрезультатно. И только тогда, когда на первом построенном Б-4 запустили двигатель аварийного генератора, из его выхлопной трубы раздалось: «ПУТ-ПУТ-ПУТ-….-ПУТ».

### Награждение участников разработки
Секретным постановлением Совета министров СССР от 30 ноября 1949 года № 5465-2081с основным участникам разработки и внедрения в серийное производство самолёта «Ту-4» были присвоены звания лауреатов Сталинской премии — главному конструктору А. Н. Туполеву, сотрудникам его конструкторского бюро, работникам завода № 19 и другим управленцам и инженерно-техническим работникам.

## Техническое описание

### Планер
Цельнометаллический, свободнонесущий моноплан, «нормальной» схемы, крыло среднерасположенное, двухлонжеронное, большого удлинения. Фюзеляж типа полумонокок, круглого сечения. Оперение: вертикальное — однокилевое, горизонтальное — свободнонесущее, закреплено на фюзеляже. Органы управления: элероны, рули высоты, руль направления, в своих хвостовых частях обшиты полотном, пропитанным аэролаком.
Прочность частей планера рассчитана по «Нормам прочности 1943 г.» и определена значениями коэффициентов расчётной перегрузки: 4,6 — для полётной массы 47 600 кг; 4,05 — для полётной массы 55 000 кг; 3,56 — для полётной массы 65 000 кг.

#### Фюзеляж
Длина — 30,177 м. Диаметр миделевого сечения — 2,9 м (самолёт В-29 имеет диаметр миделевого сечения фюзеляжа 2,74 м.[2]-).
Конструктивно-силовая схема фюзеляжа — «полумонокок» круглого поперечного сечения, обшивка опирается на шпангоуты и стрингеры. Вырезы для остекления носового фонаря и фонаря кабины пилотов усилены каркасами этих фонарей. Вырезы: для ниши уборки передней опоры шасси, для бомболюков — усилены продольными балками — лонжеронами и поясами силовых шпангоутов; люковые, турельные и блистерные вырезы — усилены окантовками. [1].[А]. Конструктивно фюзеляж состоит из 5 частей, разъёмных в эксплуатации: передней гермокабины; центральной части, с верхними съёмными силовыми панелями; средней гермокабины; хвостовой части; кормовой гермокабины. Стыковка частей фюзеляжа — фланцевая, при помощи болтов из материала «1302С» диаметрами 5; 6; 8; 10; 12 мм.[1]. Передняя и средняя гермокабины сообщены друг с другом цилиндрическим гермолазом (лаз-туннель) диаметром 710 мм (на В-29 диаметр гермолаза — 760 мм), проходящим внутри фюзеляжа, над передним бомбоотсеком, над фюзеляжным кессоном крыла, над задним бомбоотсеком. Вся внутренняя поверхность гермокабин и гермолаза покрыта теплоизоляционным материалом АТИМ (слой оленьей шерсти толщиной 10÷12 мм, простёганный на марле). Со стороны обшивки фюзеляжа к стенкам гермокабин приклеена влагоупорная ткань, на которую наклеено огнеупорное полотно.[1].
Обшивка фюзеляжа. Листы обшивки выполнены из материала дюралюминий — Д-16Т, подобраны в широком наборе толщин по условиям обеспечения заданной местной прочности. Толщины обшивки - от 0,8 мм до 1,8 мм, преобладает обшивка толщиной 1,3 мм, затем — 1,0 мм и на отдельных единичных участках поверхности фюзеляжа обшивка толщиной: 0,6; 1,2; 1,8; 2,0 мм. На шпангоутах и стрингерах листы обшивки стыкуются «впритык». Наружная сторона листов обшивки имеет «анодное» противокоррозионное плёночное покрытие. Нижняя часть фюзеляжа покрыта бесцветным лаком. Обшивка крепится к каркасу заклёпочными швами, в основном — двухрядными. В зонах ламинарного обтекания заклёпки имеют потайные головки, вблизи вырезов под куполы турелей; под блистеры — заклёпки с чечевичной головкой, в зонах, не находящихся в потоке, — заклёпки с полукруглой головкой.
Каркас фюзеляжа. Образован 60 шпангоутами, силовыми и нормальными, отстоящими друг от друга на расстояние 370÷617 мм (примерно половина нормальных шпангоутов — не контурные, то есть, не выходящие на поверхность обшивки), стрингерами — продольными силовыми элементами, количество которых в средней части фюзеляжа достигает 40 ед., и продольными силовыми балками, компенсирующими вырезы: для ниши передней опоры шасси; для бомболюков. Силовые шпангоуты — рамные, двутаврового сечения. Нормальные шпангоуты, штампованные из листового материала, с отбортовками, в поперечном сечении типов: «Z-образные» и «швеллерные». Контурные шпангоуты, выходящие на обшивку, по периметру имеют прорези для пропуска и крепления стрингеров, «неконтурные» шпангоуты вырезов не имеют, они крепятся к стрингерам через компенсаторы. Стрингеры фюзеляжа: в поперечном сечении — «бульбовые» угольники и швеллеры. Некоторые стрингеры в торцевых частях имеют уширенные полки в местах их соединения с усиленными шпангоутами.
Фонари передней гермокабины. Фонарь носового обтекателя и фонарь кабины пилотов вписаны в обводы носовой части фюзеляжа (купольного типа). Каркасы носового фонаря и фонаря кабины пилотов выполнены литыми из магниевого сплава. Остекление выполнено из силикатных и органических сегментных стёкол двойной кривизны, образующих аэродинамические поверхности. Переднее лобовое наклонное плоское стекло — двойной триплекс.[2]-.
Гермокабины обеспечили невиданный ранее комфорт, приборы и оборудование размещены удобно и легкодоступно. Экипаж самолёта состоит из 11 человек: левого пилота — командира корабля; правого — второго пилота; бомбардира; штурмана; механика; радиста; оператора бортовой РЛС; 4 стрелков.[2].
Носовая гермокабина. В передней гермокабине расположены: в остеклённой носовой части фюзеляжа — бомбардир, слева от него расположен бомбоприцел; далее, расположенные бок о бок, приборные доски и кресла пилотов (командира корабля — слева и второго пилота — справа), защищённые пуленепробиваемыми стёклами и бронеспинками, между ними обеспечен широкий проход. Приборные доски расположены перед пилотскими креслами, имеют минимально достаточное количество приборов, под ними на полу расположены центральные узлы управления с педалями управления рулём поворота и штурвальными колонками для управления элеронами и рулями высоты. Под креслами пилотов расположены агрегаты электронного автопилота. Между креслами пилотов расположен дополнительный пульт с секторами газа.
Основные приборы для контроля работы силовой установки и самолётных систем расположены на пульте борт-инженера (борт-механика), сидящего за сидением второго пилота, спиной к направлению полёта. Левый пилот при желании мог, обернувшись, бросить взгляд на приборы пульта бортинженера….[2]. Борт-техник, в самом начале эксплуатации Ту-четвёртых, проводил долгие часы полёта, восседая на своём парашюте, сиденье для него начали устанавливать только с самолётов 73-й серии, с № 227301, 2805001, 232501.[4]. Позади пульта бортинженера расположено кресло радиста-радиооператора. За креслом левого пилота расположены столик и кресло штурмана, для которого за пределами гермокабины выполнен светопрозрачный астро-аэронавигационный блистер для определения координат местоположения самолёта ночью, по звёздам.
Для экстренного покидания передней гермокабины по правому борту выполнен аварийный светопрозрачный люк-окно. За креслами экипажа расположены верхняя и нижняя башни носовой оборонительной системы с индивидуальными боекомплектами и автоматическими прицелами центральной прицельной станции. Под полом гермокабины расположена ниша для уборки передней опоры шасси. Вход в переднюю гермокабину и её покидание обеспечивается через нишу передней опоры шасси посредством гермолюка в полу.
Средняя, цилиндрическая часть фюзеляжа. Расположена между выпуклыми гермошпангоутами передней и средней гермокабин. Образует передний и задний бомбоотсеки, между которыми расположен срединный фюзеляжный крыльевой кессон. Каждый бомбоотсек имеет индивидуальный бомболюк, закрываемый двумя продольными силовыми створками. Под крыльевым кессоном закреплены кислородные баллоны и расположен отсек с блоками и антенной бортовой РЛС. Передняя и средняя гермокабины сообщены друг с другом цилиндрическим гермолазом (лаз-туннель) диаметром 710 мм, проходящим внутри средней части фюзеляжа над передним бомбоотсеком, над фюзеляжным кессоном крыла и над задним бомбоотсеком.
В средней гермокабине, защищённые выпуклыми бронированными гермоперегородками, расположены: рабочие места для оператора бортовой радиолокационной станции и трёх стрелков (среднего — главного стрелка и двух боковых), для обеспечения обзора которых в панелях гермокабины выполнены, соответственно, три светопрозрачных блистера; центральная прицельная станция, два спальных места для членов экипажа, термосы для горячей пищи, три туалетных ведра для отправления естественных надобностей, снабжённые специальными крышками, обеспечивающими более-менее чистый воздух в кабинах.[2].[4].
Кормовая часть фюзеляжа. Начинается сразу за средней гермокабиной. Представляет собой негерметизированный отсек конической формы, круглого поперечного сечения, в хвостовой части которого размещена задняя индивидуальная гермокабина хвостового стрелка, которая при герметизации разобщена со средней гермокабиной. По своим размерам задняя гермокабина самолёта В-29 больше кабины хвостового стрелка на самолёте B-17.[2]. Вход в среднюю (кормовую) и хвостовую гермокабины осуществляется через дверь на правом борту хвостовой части фюзеляжа. Для экстренного покидания хвостовой гермокабины по её левому борту выполнен аварийный светопрозрачный люк.
Конструктивные доработки фюзеляжа. В связи с установкой более мощных пушек 150-П (НР-23) калибром 23 мм вместо Б-20Э калибра 20 мм, начиная с самолётов Ту-4 30-й серии с заводскими номерами: 223002, 184209, 230102, была значительно усилена конструкция фюзеляжа. Новые пушки, имея более длинные стволы, при походном положении нижней носовой артустановки (стволами назад) препятствовали открытию створок переднего бомболюка. В связи с этим была введена электроблокировка открытия створок переднего бомболюка при походном положении стволов. Кроме того, на случай отказа блокировки на створках переднего бомболюка были выполнены откидные лючки, пропускающие стволы при повороте башни. Для компенсации уменьшения жёсткости створок бомболюка — вследствие установки передних откидных лючков — были установлены дополнительные упоры переднего положения створок, начиная с самолётов, имеющих номера: 223002, 184209 и 230109.[4].

#### Крыло
Большого удлинения (λ = 11,5), трапециевидное в плане, задняя кромка в районе внутренней мотогондолы имеет незначительный излом. Аэродинамические профили крыла по своим характеристикам близки к профилю типа «RAF-34». У самолёта В-29 аэродинамический профиль «Боинг 117». Применённые аэродинамические профили крыла обеспечивают самолёту высокие лётные характеристики, в частности, на режиме наибольшей дальности полёта. Относительные толщины аэродинамических профилей переменные по размаху: в корневом сечении − 20 %; в концевом сечении — 10 %. Длина срединной хорды крыла — 5,18 м. Длина концевой хорды крыла — 2,26 м. Длина средней аэродинамической хорды (САХ) — 3992 мм. Угол стреловидности по передней кромке — 7°. Угол поперечного «V» крыла — 4°30'. Площадь крыла в плане — 161,7 м². Общий размах крыла — 43,13 м. Размах центроплана — 25,91 м. Элероны неразрезные. Площадь элеронов — 12,01 м², длина одного элерона — 7,874 м. Площадь взлётно-посадочных выдвижных закрылков — 30,79 м². Закрылки каждой консоли сдвигаются назад по пяти направляющим посредством электромеханического привода на 25° при взлёте и на 45° при посадке.[1].
Конструктивно-силовая схема крыла: Двухлонжеронное, с работающей обшивкой. Состоит из центроплана и двух отъёмных консолей. На некоторых сериях самолёта В-29 крыло (по производственным соображениям) выполнено из пяти частей. Верхняя и нижняя обшивки между лонжеронами большой толщины, от 5 до 4 мм, выполнены из Д16 АБТН. На самолёте В-29 обшивка центральной части крыла толщиной 4,8 мм, выполнена из алкледа. Носовая и хвостовая части крыла образованы тонкой обшивкой из Д16-АТ толщиной 1,8÷1,0 мм, подкреплённой носками и хвостиками нервюр и хвостовыми диафрагмами в зоне закрылков. Верхняя обшивка между лонжеронами толщиной от 5 до 4 мм, подкреплена «нормальными» профилями (стрингерами) числом 11 штук, в бортовом сечении постепенно убывающими по количеству и по площади сечения в направлении к концевому сечению крыла. Верхняя обшивка работает на сжатие, не прерывается по всему размаху. Нижняя обшивка, между лонжеронами толщиной от 2,5 до 1,6 мм, подкреплена усиленными профилями типа «Л», с утолщёнными полками и нормальными профилями (стрингерами) в бортовом сечении в количестве 11 штук, постепенно убывающими по количеству и по площади сечений в направлении к концевому сечению крыла. Нижняя обшивка работает на растяжение, прерывается в районах расположения внутренних мотогондол.[1]. Верхняя и нижняя обшивки между лонжеронами крыла с присоединёнными к ним продольными элементами (стрингерами) образуют силовые панели крыла, работающие совместно с поясами лонжеронов. Часть нижних панелей крыла между лонжеронами выполнены съёмными для обеспечения возможности установки топливных баков. Между лонжеронами крыла размещено 22 мягких топливных бака, из них 8 баков в центроплане и по 7 баков в каждой консоли крыла. Съёмные панели крепятся к поясам лонжеронов болтами с потайными головками, на анкерных гайках. Многие силовые болты изготовлены из очень твёрдой хромомолибденовой стали, запрессовывались со значительным натягом и извлекались только высверливанием. При снятии нижних панелей обшивки центроплана под консоли необходимо было устанавливать специальные домкраты, иначе крыло могло «сложиться» под действием собственного веса. Вся несъёмная обшивка крепится к поясам лонжеронов, стрингеров, нервюр и диафрагм при помощи заклёпок с потайными головками — в зонах, омываемых воздушным потоком, и заклёпок с полукруглыми головками — в зонах, закрытых фюзеляжем и мотогондолами.
Лонжероны крыла. Балочные, двутаврового сечения, имеют мощные пояса из Д-16Т, площадь поперечного сечения переменная по размаху, 150÷100 см², в зависимости от возникающих сил и наличия стыков. В связи с тем, что нижняя силовая обшивка прерывается в районе внутренних мотогондол, в этой области все усилия воспринимаются только нижними поясами лонжеронов. Верхние пояса лонжеронов в области внутренних мотогондол значительно слабее нижних, поскольку подкреплены верхней обшивкой, не прерывающейся по всему размаху. Стыковка поясов лонжеронов выполнена «на ус», коническими болтами диаметром 25 мм и болтами с «тугой» посадкой, при которой диаметр болта превышает диаметр отверстия на 75 мкм. Консоли крыла стыкуются к центроплану при помощи «фитинговых» (фланцевых) разъёмов болтами диаметром 18 мм. Центроплан технологически стыкуется с фюзеляжем четырьмя болтами диаметром 39 и 55 мм, соединяющими стыковые узлы на поясах лонжеронов центроплана и ответные узлы на поясах силовых «главных» шпангоутов фюзеляжа. На самолёте В-29 большой центроплан составляет одно целое с фюзеляжем.[1].

#### Гондолы двигателей
Мотогондолы - обтекаемой формы в целях уменьшения аэродинамического сопротивления. Маслорадиаторы и промежуточный охладитель турбокомпрессора установлены непосредственно под лобовым воздухозаборником охлаждения двигателя.

Внутренние мотогондолы несколько длиннее внешних, поскольку оборудованы дополнительными куполами и створками для уборки в них колёс и стоек основных опор шасси, поэтому хвостовые обтекатели внутренних мотогондол несколько выступают за контуры задней кромки крыла.

#### Оперение
Включает горизонтальное и вертикальное оперение, по конфигурации и по конструктивно-силовой схеме аналогичное оперению самолёта B-17, но увеличенных размеров.[2].
ГОРИЗОНТАЛЬНОЕ ОПЕРЕНИЕ. (Г. О.). 

Конструктивно состоит из стабилизатора и двух рулей высоты. Общий размах Г. О. — 13,11 м. Площадь Г. О. — 30,94 м². Угол установки стабилизатора — 0°. Углы отклонения рулей высоты: вверх — 25°, вниз — 15°. Аэродинамические профили Г. О. — обратно-выпуклые. Каркас стабилизатора и обшивка, выполнены из дуралюминия. Обшивка носка стабилизатора толщиной — 1,0 мм, остальная обшивка толщиной — 0,6 мм. Каркас рулей высоты выполнен из дуралюминия, а обшивка хвостовых частей из матерчатого полотна.[1].
- На самолётах Ту-4 72-й серии, начиная с № 227209, 1803048, 230123, были усилены: носок, первый лонжерон и законцовка стабилизаторов. Это усиление явилось завершающим в процессе усиления конструкции планера.[4].[10]

ВЕРТИКАЛЬНОЕ ОПЕРЕНИЕ. (В. О.). 

Конструктивно аналогично В. О., самолёта B-17. Состоит из киля и руля направления. Площадь В. О. — 22,01 м². Толщина обшивки киля — 0,6 мм.

#### Взлётно-посадочные устройства (ВПУ)
К взлётно-посадочным устройствам самолёта относятся: шасси; хвостовая предохранительная опорная пята; закрылки.
Шасси: трёхопорное, с носовой опорой, полностью убирающееся.
- На В-29 колёса носовой опоры управляемые…[И2].
- Центр тяжести самолёта В-29, расположен на 0,46 м впереди оси главных колёс шасси.[2][8]

Вес шасси - более 3150 кг, из которого на основные колёса и стойки приходится примерно 2700 кг, а на передние колёса и стойку — примерно 450 кг.[2].
- У самолёта В-29 общий вес шасси — 2300 кг. Шасси рассчитано на обычную посадку с выравниванием.[16].
- При выпущенном шасси общее лобовое сопротивление самолёта возрастает вдвое.[2][8].

Носовая и основные стойки шасси консольной схемы снабжены встроенными масляно-газовыми амортизаторами и сдвоенными колёсами, установленными на общей оси, но при этом имеющими независимое вращение. Колея шасси — 8,676 м.[1].;[2].
- У самолёта В-29: база шасси — 9,95 м; колея шасси — 10,45 м.

Размер главных колёс шасси: 1450 × 520 мм. Размер передних, носовых колёс: 950×350 мм.
- У самолёта В-29. размеры колёс соответственно: 1422×503 мм и 960(968)×332 мм.[16]. Шины основных и носовых колёс — арочного типа, камерные, низкого давления. Зарядное давление: в шинах основных колёс — 5÷5,8 кг/см²; в шинах носовых колёс — 3,6÷4,0 кг/см². Колёса главных опор шасси оборудованы гидравлическими тормозами. Управление тормозами гидравлическое. Подъём на уборку и выпуск шасси производится винтовыми подъёмниками — самотормозящимися винтовыми парами: «винт — гайка», приводимыми в движение электромеханизмами.[8][9]. Передняя опора шасси убирается назад в фюзеляж и закрывается двумя створками. Основные опоры шасси убираются вперёд, в ниши (купола), внутренних мотогондол. Каждая ниша шасси мотогондолы при убранном положении основной опоры шасси закрывается двумя боковыми створками и одним задним щитком, закреплённым на основной амортстойке.[И2].

Основные опоры шасси. Длина стоек основных опор шасси — 2,28 м, что объясняется сравнительно малым значением угла φ = 5°. Главные опоры шасси имеют одностоечный масляно-пневматический амортизатор. Ход штока амортизатора — 305 мм. Максимальное стояночное обжатие амортизатора — 247 мм. Размер пневматика: 1422×503 мм. Ломающийся подкос главных стоек состоит из двух звеньев. Верхнее звено V-образной формы и крепится к переднему лонжерону крыла. Нижний конец этого звена соединён с нижним концом винтового механизма, служащего для подъёма и уборки шасси. Этот механизм состоит из ходового винта и гайки, которая расположена в цилиндрическом кожухе. Верхний конец винтового механизма шарнирно соединён с кронштейном, укреплённом на переднем лонжероне крыла. Подъём и выпуск шасси, а также управление створками, закрывающими люки, осуществляется специальными электромоторами, расположенными непосредственно у шасси. Главные опоры шасси обслуживаются тремя электромоторами — для нормального выпуска шасси, для аварийного выпуска шасси и для закрывания створок. [16].
- Каждая главная опора шасси имеет спаренную установку колёс размером: 1420 (1422)×503 мм. Каждое колесо снабжено камерным тормозом. Тормозное устройство каждого из 4 главных колёс имеет два барабана с камерными тормозами. Максимальное давление жидкости в камерах при торможении равно — 3,2 атм. Системы управления тормозами, как основная, так и аварийная — гидравлические. Давление в системах торможения создаётся при помощи шестерёнчатой гидропомпы, приводимой от электромотора. При отказе электрической гидропомпы давление в основной и аварийной системах может быть создано при помощи ручной помпы. При полной зарядке гидросистемы создаётся давление — 70 атм. Основные агрегаты гидросистемы: электромотор с гидропомпой; гидроаккумулятор, фильтр и прочее — смонтированы на специальной панели под полом кабины. Эта панель обогревается тёплым воздухом, выходящим из кабины, благодаря чему уменьшается возможность отказа гидросистемы во время полёта на большой высоте. Трубопроводы гидросистемы в местах эксплуатационных разъёмов имеют самозапирающиеся соединения.[16].
- Для уборки и выпуска каждая главная опора шасси обслуживается тремя электромоторами, из которых один для нормального подъёма и выпуска шасси, второй для аварийного выпуска, третий для управления створками, закрывающими нишу шасси в мотогондоле.[16].

Носовая опора шасси. При уборке и выпуске, по аналогии с основными опорами, обслуживается тремя электромоторами. Амортизационная стойка масляно-пневматическая с переменным проходным отверстием. Максимальный ход поршня (плунжера) — 305 мм. Объём гидросмеси — 13,5 л. Давление воздуха — 46,4 кг/м². Длина амортизационной стойки в необжатом положении — 1537 мм. Столь малая длина амортстойки является следствием малой высоты главного шасси, что в свою очередь обусловлено необычно малым значением угла φ≈5° и средним расположением крыла на фюзеляже.[16]. Отличительной особенностью конструкции передней опоры шасси является то, что установочная ось вилки спаренных колёс крепится к амортизационной стойке не непосредственно, а с помощью вспомогательного шпинделя с почти вертикальной осью, внутри которого установлена ось вилки колёс, которая может вращаться; вокруг оси амортизационной стойки колёса поворачиваться не могут. Почти вертикальное расположение оси шпинделя обусловлено применением спаренной установки колёс, поскольку в случае наклонной оси шпинделя, при повороте колёс влево или вправо, одно из колёс обязательно будет отделяться от земли и вся нагрузка будет приходиться только на одно колесо. Кроме того, в этом случае носовая часть фюзеляжа будет подниматься и опускаться, что для тяжёлых самолётов связано со значительным ухудшением манёвренности на земле, затруднением рулёжки, особенно на малых скоростях. Ось амортизационной стойки расположена наклонно, что обеспечивает наилучшие условия её работы. Таким образом, в данной конструкции наличие вспомогательной оси вращения вилки не преследует цели борьбы с «Шимми». Размер носовых колёс: 960 (968)×332 мм. Ферма шасси передней опоры по конструкции аналогична ферме главного шасси. Демпфер «Шимми» крепится сбоку шпинделя. В верхней части гнезда шпинделя расположено центрирующее устройство, представляющее собой кулачковый механизм с пружиной. Максимальный угол поворота вилки колёс влево и вправо: ± 68°; в случае необходимости, вилка может быть повёрнута на 360° специальным приспособлением. Необходимые углы поворота вилки передних колёс: для разворота самолёта вокруг одного из главных колёс — 62°; для разворота самолёта при котором радиус кривизны траектории внутреннего главного колеса составит 3 м — 51,5 м. Передние колёса не имеют тормозов.[16].
ВЗЛЁТНО-ПОСАДОЧНЫЕ ЗАКРЫЛКИ. В связи с достаточно высокими значениями удельной нагрузки на крыло для снижения скоростей на взлёте и посадке до приемлемого уровня на крыле установлены односекционные бесщелевые закрылки типа «Фаулер», занимающие около 20 % площади крыла. В целях увеличения эффективности каждая секция закрылков, в интервале от бортовой хорды до оси внутренней мотогондолы, имеет несколько увеличенное значение относительной хорды, чем объясняется наличие незначительного излома на задней кромке крыла сразу за внутренней мотогондолой.[1];[2] Площадь взлётно-посадочных выдвижных закрылков — 30,79 м². Закрылки каждой консоли сдвигаются назад по пяти направляющим, посредством электромеханического привода на 25° при взлёте и на 45° при посадке. В полностью выдвинутом положении закрылки увеличивают площадь крыла на 19 %. Закрылки каждой половины крыла состоят из двух частей (секций), которые при выдвижении и уборке движутся на смонтированных на них роликовых каретках, по пяти направляющим двутаврового поперечного сечения.[2].

### Силовая установка
В состав силовой установки самолёта входят: двигатели; воздушные винты; система крепления двигателей; системы капотирования двигателей; системы, обеспечивающие работу двигателей; топливная система. Каждый двигатель обслуживается собственной топливной (группой баков) и маслосистемой.[И1].
В процессе эксплуатации самолётов Ту-4 в строевых частях произошло несколько катастроф, причиной которых явилось разрушение серьг узлов крепления двигателя к мотораме. В связи с этим, начиная с самолётов № 223701, № 184115, № 230101, вместо хромансилиевых серьг (из стали ХГСА) устанавливались серьги из более выносливой хромомолибденовой стали 40ХМА. Аналогичные доработки были выполнены на всех Ту-4 предшествующих выпусков.[4].
В эксплуатации возникали проблемы с системой выхлопа. В конструкцию выхлопных патрубков было внесено всего семь изменений. В частности, на самолётах 36-й, 53-й, 67-й серий, выпускавшихся заводом № 22.[4].

#### Двигатели
Четыре поршневых 18-цилиндровых двигателя воздушного охлаждения (двухрядная «звезда») «АШ-73ТК».
Каждый двигатель снабжён приводным центробежным нагнетателем и двумя турбокомпрессорами ТК-19. Взлётная мощность двигателя — 2400 л. с. при оборотах 2600 об/мин (расход бензина — 815÷885 кг/час). Номинальная мощность двигателя — 2000 л. с. при оборотах 2400 об/мин (расход бензина — 630÷675 кг/час). Масса двигателя — 1340 кг. Диаметр двигателя — 1375 мм. Топливо: бензин, плотность — 0,73; октановое число — 98÷100
- На самолёте В-29:

Четыре поршневых двигателя воздушного охлаждения «Wright R — 3350 Duplex Cyclone» («Райт Циклон 18») взлётной мощностью 2200 л. с., номинальной мощностью 2000 л. с. Для сохранения взлётной мощности на больших высотах, до 9000-10 000 м, каждый мотор снабжён двумя турбокомпрессорами General Electric B-11 и центробежным нагнетателем. Работа турбокомпрессоров автоматически регулируется электронной системой Minneapolis-Honeywell. Для повышения КПД винта на двигателе установлен понижающий редуктор, обеспечивающий передаточное отношение (значение коэффициента редукции от вала двигателя к винту) — 0,35 (за 100 оборотов коленвала винт совершает 35 оборотов).
- Разработчиком и производителем двигателей семейства R-3350 являлась американская компания Wright Aeronautical Company. Буквально с первой экспериментальной машины ХВ-29 в процессе её эксплуатации проявились органические трудноисправимые дефекты двигателей семейства R-3350 — склонность к перегреву и возгораниям. Вплоть до завершения эксплуатации самолётов В-29 окончательно устранить органические дефекты двигателей в США не удалось… В эксплуатации проявлялись дефекты в карбюраторах, в регуляторах наддува, в выхлопных коллекторах.

В связи с тем, что двигатель АШ-73ТК для самолёта Ту-4 был разработан на основе американского «Райт Циклон 18» и советских АШ-71 и АШ-72, а кроме того, без изменений был скопирован и запущен в производство ряд агрегатов систем американского двигателя, в частности: приводной центробежный нагнетатель (роторный центробежный компрессор); турбокомпрессоры и агрегаты системы их управления; карбюраторы; магнето; термостойкие многооборотные подшипники, то конструктивные органические дефекты, присущие американскому мотору, автоматически были перенесены и на советский мотор АШ-73ТК. Высокая эксплуатационная аварийность этих моторов не позволяла их использовать на гражданских воздушных судах.
- В 1949 году в связи с неудовлетворительной эксплуатационной надёжностью моторов АШ-73ТК рассматривался вопрос об установке на самолёт Ту-4 поршневых моторов М-49ТК[4].
- В 1951 году рассматривался вопрос об установке на самолёт Ту-4 вместо моторов АШ-73ТК поршневых моторов М-253ТК, а также дизелей М-501[4].

#### Воздушные винты
Винт — 4-лопастной, изменяемого в полёте шага. Внешний диаметр — 5056 мм. Масса винта — 395 кг. На самолётах Ту-4 в процессе производства и эксплуатации последовательно устанавливались воздушные винты следующих вариантов: «В3-А3»; «В3-А5»; «В3В-А5»[1]. «В3Б-А5»[4]. Замена винтов «В3-А3» на новые «В3Б-А5», которые можно было уже расфлюгировать в полёте, явилась завершающим конструктивным изменением, внесённым на этапе серийного производства. Новые винты вначале установили на небольшом количестве ранее построенных самолётов, а с машин 73-й серии, № 227506, 28050009, 230101, новые винты «В3Б-А5» устанавливались в процессе производства — штатно.[4].[И1]. Противообледенительные устройства для лопастей воздушных винтов действуют путём обливания спирто-глицериновой смесью передних кромок лопастей.
- Для сравнения, на самолёте В-29: винт 4-лопастной «Гамильтон Гидроматик», внешний диаметр — 5030 мм.[2][8]

#### Топливная система
Включает 22 мягких крыльевых протектированных топливных бака, расположенных между лонжеронами и нервюрами (8 баков в центроплане для внутренних двигателей и по 7 баков в консольных частях крыла для внешних двигателей), общим объёмом 20 180 литров. Кроме того, в переднем бомбовом отсеке могут подвешиваться три дополнительных топливных бака общим объёмом 5300 литров на случай длительного полёта с меньшей бомбовой нагрузкой.[И1].
- На самолёте В-29 100-октановый бензин размещён в 14 баках в отъёмных частях крыла (ОЧК) и 8 баках в средней части крыла (СЧК) общим объёмом 8168 аг. (30919,49 л) и в 4 баках в фюзеляжном крыльевом кессоне (ФЧК) — 1270 аг. (4807,5 л). Таким образом, максимальный объём топливных баков составляет: 8168 + 1270,0 = 9438 аг (35 727 л).

##### Система дозаправки топливом в полёте по схеме: «С крыла на крыло»
В 1948 году на вооружение ВВС США был принят стратегический бомбардировщик В-36, имевший дальность 16 тыс. км, способный действовать по целям на территории СССР с американских аэродромов, а с авиабаз передового базирования в Европе — нести к цели боевую нагрузку до 34 тонн. Кроме того, на вооружение ВВС Англии были приняты переданные из США самолёты В-29 «Вашингтон». В качестве ответных мер на вооружение советских ВВС вот-вот должен был поступить Ту-4, имевший дальность 5100 км, соответственно, его радиус действия составлял 2500 км и был недостаточен для нанесения ответных ударов по авиабазам передового базирования США в Европе и по английским аэродромам. В советских военных кругах понимали ненормальность такого положения, признавая техническое отставание СССР от США. Иного пути, кроме создания средств для нанесения ответного удара непосредственно по территории США, не было. Поэтому наряду с разработкой стратегических бомбардировщиков, в 1948 году в СССР были развёрнуты исследовательские и экспериментальные работы по заправке Ту-4 топливом в полёте. В 1948 году вышло Постановление Совмина о необходимости создания системы дозаправки самолёта Ту-4 в воздухе для обеспечения возможности нанесения бомбовых ударов по целям, расположенным на территории значительной части Европы и, главным образом, Британских островов.
В 1949 году Министерство авиационной промышленности получило заказ от ВВС на создание системы дозаправки топливом в полёте.[4]. Работу по проектированию системы заправки «Шланг-конус» возглавил конструктор В. С. Вахмистров (автор проекта известных в 30-е годы, составных самолётов «Звено») на основе скудной информации о зарубежном опыте…[4].[11]. В то время за рубежом был разработан единственный способ дозаправки — по системе «Флайт Рефюлинг», основанный на пересечении в пространстве двух тросов. При этом использовалась гарпунная пушка или тяжёлые грузы и якоря. Эта система имела крупные недостатки — сцепка производилась вручную; заправщик и бомбардировщик при этом должны были лететь в неудобном строю: «Пеленг с превышением», один над другим; топливо переливалось самотёком, поэтому процесс заправки был продолжительным по времени.[11]. Тем не менее, конструкторы группы Вахмистрова, подгоняемые сжатыми сроками, остановили свой выбор на американской системе «Флайт Рефюлинг». Советские разработчики именовали свою, аналогичную американской, систему «Пеленг с превышением». К новой работе приступили на опытном аэродроме ЛИИ… Через несколько дней около конструкторов, возящихся с тросами, стала собираться толпа любопытных… Особый интерес она вызвала у бывших планеристов, товарищей Вахмистрова по довоенным коктебельским слётам — лётчиков-испытателей ЛИИ Игоря Шелеста и Виктора Васянина. Тросы и лебёдки — родная планерная стихия! Друзья «заболели» этой идеей… Со стороны они быстро увидели все пороки создаваемой системы. Техническое решение, предлагаемое группой, руководимой В. С. Вахмистровым, содержащее большую долю ручных операций, и поэтому, являлось весьма неудобным с эксплуатационной точки зрения… Через некоторое время начальнику ЛИИ был показан чертёж системы заправки, выполненный по принципиально другой схеме, разработанной по личной инициативе лётчиками-испытателями ЛИИ с инженерным образованием И. И. Шелестом и В. С. Васяниным. Эта схема предполагала оригинальный способ дозаправки топливом в воздухе, именуемый «Крыло-крыло», «С крыла на крыло». Вопреки авторитетным амбициям, победил здравый смысл — предложенная схема явилась оригинальной; отечественной; обладала неоспоримыми преимуществами… Процесс контактирования и заправки должен был осуществляться полностью автоматически, самолёты при этом должны были лететь параллельными курсами, в строю, «Крыло к крылу», не подвергаясь воздействию спутных струй, топливо перекачивалось под давлением, с большим расходом. Первоначально эту систему они испытали на фронтовом бомбардировщике Ту-2, затем было выделено два самолёта Ту-4 постройки завода № 22. Шелесту и Васянину разрешили работать над своим вариантом параллельно с группой Вахмистрова и выделили для отработки в полёте макетной системы два самолёта Ту-2. 16 июня 1949 года лётчики-испытатели ЛИИ Амет-хан Султан и Игорь Шелест впервые осуществили полностью автоматическую дозаправку топливом в воздухе. В полёте был заснят кинофильм, который продемонстрировали А. Н. Туполеву. Через несколько дней в ЛИИ поступило правительственное задание на постройку и испытания дозаправки самолётов Ту-4 по системе «с крыла на крыло». Для этой цели выделили два новых, только что с завода, бомбардировщика. Обычно вместе с заданием поступают и технические требования, но поскольку данная работа проводилась энтузиастами в инициативном порядке, Шелест и Васянин составили самостоятельно эти требования для официального отчёта следующего содержания:
1. Контакт между самолётами и поддержание строя при заправке должны быть относительно просты, безопасны и доступны в освоении для строевого лётчика путём незначительной тренировки.
2. Контакт должен быть обеспечен в кратчайшее время в дневных и ночных условиях полёта при удовлетворительной видимости и в условиях средней болтанки.
3. Контактные средства не должны терять устойчивости в полёте и при аварийной ситуации — грозить повреждением жизненных частей самолёта.
4. Маневрирование в строю при контактировании и заправке должен выполнять заправщик.[12]
5. На бомбардировщике заправочное оборудование должно быть минимальным по весу и габаритам. Заправляемый самолёт должен быть возможно более разгружен от трудоёмких операций по заправке.
6. Процесс заправки должен быть автоматизирован. Управление механизмами — дистанционное из герметических кабин.
7. Общее время заправки вместе с контактированием и расцепкой - не более 20 минут.
8. Ёмкость перекачиваемого топлива при однотипных бомбардировщике и заправщике должно составлять 35-40 процентов общей ёмкости баков.
9. Оборудование бомбардировщика в варианте заправщика не должно препятствовать использованию его по основному назначению и не должно снижать его лётно-технических данных.

Система «Крыло-крыло» получилась весьма лёгкой и простой, особенно на заправляемом самолёте. Укладка шланга вдоль заднего лонжерона крыла на самолёте-заправщике обеспечила возможность использования бомбоотсеков самолёта-заправщика для дополнительных подвесных топливных баков.[4] Заправочный шланг, проложенный вдоль заднего лонжерона крыла самолёта Ту-4 в прямом положении, вытягивался из крыла тросом и им же затягивался назад. Тросовая лебёдка по своим габаритам значительно меньше и легче, чем барабан с намотанным шлангом… Однако, в дальнейшем от этого решения отказались. В первых экспериментальных полётах разработчики системы поставили перед собой задачу разработки приемлемой методики пилотирования для маневрирующего самолёта-заправщика. И. Шелест постоянно лично испытывал систему в воздухе… — Я чётко представлял себе, в какое время я живу. Не один авиатор сгинул на моих глазах ни за что ни про что. И случись что в полёте, — а я на земле, — не сносить бы мне головы — «вредителей» тогда выявляли мгновенно -.[4]. В первых испытательных полётах у лётчиков маневрирующего самолёта-заправщика возникли трудности: при контактировании, подходя к тросу, выпущенному из крыла заправляемого самолёта, они пытались смотреть на своё левое крыло, оборачиваясь в сторону-назад. Но в полёте строем это недопустимо. К тому же уже тогда было известно, что следующее поколение бомбардировщиков будет со стреловидными крыльями и при таком подходе трудности возрастут ещё больше. В поисках выхода из возникших обстоятельств первоначально нашли его, для ночных условий полёта установив на конце крыла проектор, который давал направленный вперёд, хорошо видимый пилоту узкий световой луч… Однако, вскоре решили распределить зону наблюдения при подстроении к тросу, между левым пилотом и командиром огневых установок, ставшим по совместительству и оператором заправки, находящимся в средней гермокабине у бокового блистера, для наблюдения во время контактирования за тросом, выпущенным из крыла ведущего — заправляемого самолёта и за крылом своего заправщика. Левый пилот ведомого самолёта-заправщика в этих условиях смотрел только на ведущий самолёт — вперёд и влево. При этом он плавно, без кренов и скольжений подстраивался, примерно выдерживая небольшой интервал по пеленгу, а по дистанции ориентировался на киль ведущего самолёта. Оператор при этом корректировал действия левого пилота, давая короткие команды: «Влево 5 метров!», «Над тросом!», «Опускай»… Такая корректировка позволяла быстро и надёжно выполнить контакт, особенно когда пилот и оператор выполняли эту операцию совместно не в первый раз… Левый пилот заправщика, не глядя на своё крыло, клал его на трос, который, скользя вдоль хорды крыла, попадал в замок-кольцо и вытягивал из крыла заправщика шланг, который затем присоединялся к горловине на конце крыла заправляемого самолёта.[11]. Последующие испытательные полёты, которые проводили Амет-хан Султан и А. П. Якимов, привели к неожиданному выводу — после нескольких контактирований оператора его помощь больше не требовалась. Пилоты вполне справлялись со сцепкой без корректировки, ориентируясь только на ведущий заправляемый самолёт. В одном из полётов лётчик-испытатель М. Галлай очень помог психологически И. Шелесту, окончательно убедил разработчиков в правильности выбранной методики. Без подготовки — ночью он вылетел на дозаправку и сконтактировался с первого раза.[11]. В августе 1950 года первые два самолёта Ту-4, оборудованные крыльевой системой дозаправки, передали на государственные испытания. В августе 1951 года в НИИ ВВС на контрольные испытания были предъявлены самолёты Ту-4 с доработанной системой дозаправки. В 1951 году, после успешного завершения государственных испытаний, крыльевая система дозаправки «С крыла в крыло» для самолётов Ту-4 была принята на вооружение в связи с необходимостью доводки перспективной системы «Шланг-конус»[4]. В марте 1952 года Постановлением Правительства СССР заводу № 18 (г. Куйбышев) выдано задание на переоборудование трёх самолётов Ту-4 в «танкеры» и трёх самолётов Ту-4 в «заправляемые». Этим же правительственным заданием определялись и технические требования к системе крыльевой заправки, в частности:
- один «танкер» должен обеспечивать дозаправку, как минимум, трёх бомбардировщиков Ту-4;
- устройства перекачки топлива должны обеспечивать перекачку 10 000 литров бензина в течение не более 20 минут;
- процесс перекачки должен обеспечиваться на высотах до 7000 метров, при скорости полёта не более 350 км/час[4].

В мае-июле 1952 года экипажи НИИ ВВС, ведущие инженеры А. А. Бережной, Н. В. Кочетков, пилоты А. В. Сарыгин и С. К. Мусатов производили испытания системы крыльевой заправки. По результатам этих испытаний, в частности, отмечалось, что крыльевая система дозаправки по своим лётно-техническим характеристикам соответствует техническому заданию, техника пилотирования танкера и заправляемого самолётов доступна лётчикам Дальней авиации после соответствующих тренировок. В то же время по причине проявившихся многочисленных дефектов система крыльевой заправки не рекомендовалась для принятия на вооружение. В частности, отмечалось, что:
- пилотирование заправщика ночью — очень сложное из-за отсутствия на самолёте специального светотехнического оборудования, позволяющего определять интервал между самолётами при сцепке, а само устройство оказалось ненадёжным;
- из-за перекрытия головных взрывателей авиабомб выталкивателем шланга, расположенного в передней части заднего бомбоотсека, невозможна полная загрузка самолёта бомбами калибров: ФАБ-250М46 и ФАБ-500М46[4].

Американские разработчики систем дозаправки в полёте практически одновременно с советскими подошли весьма близко к осуществлению схемы крыльевой заправки, но так и не смогли её реализовать. В 1953 году в журнале «Аэронотикл инженеринг ревю» (III< V-13) была опубликована статья эксперта ВВС США Меершпергера «Конструктивные аспекты заправки топливом в полёте». В статье автор пишет: «С конструктивной точки зрения выгодно, чтобы самолёт-приёмщик находился сбоку от самолёта-заправщика, чтобы он летел вне зоны скоса потока от самолёта-заправщика. Было желательно, чтобы самолёты В-47 или В-52 заправлялись воронкой в законцовке крыла. К сожалению, в этих самолётах законцовки крыла расположены далеко от пилота, так что практическое осуществление перелива затрудняется в связи с плохой видимостью для пилота в самолёте-приёмщике». В августе 1954 года на вооружение Дальней авиации СССР поступили первые три пары Ту-4 с крыльевой системой дозаправки топливом в полёте. В апреле 1955 года экипажи самолётов Ту-4 дальней авиации выполнили три полёта протяжённостью 8200 км с двумя дозаправками, практически подтвердив реальную возможность полётов самолётов Ту-4 на большую дальность в кратчайшие сроки. Однако, с июля до октября 1955 года по причине износа оборудования полёты Ту-4 с дозаправкой были прекращены. В конце 1955 года на вооружение дальней авиации поступили ещё девять пар Ту-4 (заправщиков и заправляемых), оборудованных системами дозаправки топливом. В январе-июне 1956 года экипажи самолётов Ту-4 выполнили 742 тренировочных полёта на дозаправку с общим налётом 1744 часа. При этом общий объём дозаправки бензином в воздухе составил 1897 тысяч литров. Как правило, процесс контактирования по методу дозаправки «С крыла на крыло» особой сложности для пилотов дальней авиации не представлял…[11]. При освоении серийных самолётов Ту-4 с крыльевой системой дозаправки пилоты дальней авиации, как правило, после 10 тренировочных контактирований осваивали его как из левого, так и из правого кресел самолёта-заправщика.[11]. В июле 1956 года на одном из самолётов Ту-4-заправщике из-за неисправности микровыключателей часть заправляемого топлива вылилась на крыло и по шлангу проникло в бомбоотсек… Образовавшаяся бензо-воздушная смесь воспламенилась от выхлопных газов двигателей… Взрыв причинил серьёзные повреждения, но самолёт удалось посадить на свой аэродром. В течение 1956 года на вооружение дальней авиации поступили ещё девять пар самолётов Ту-4, оборудованных системами дозаправки топливом. К концу 1957 года дальняя авиация СССР располагала 23 подготовленными экипажами самолётов Ту-4 — заправщиков и 21 экипажем заправляемых самолётов Ту-4. В связи с тем, что самолётов Ту-4, оборудованных системой дозаправки топливом по схеме «С крыла в крыло», было сравнительно небольшое количество (главным образом это были Ту-4А — носители атомной бомбы), в целях сбережения их лётного ресурса для тренировочной отработки дозаправки в воздухе использовались опытные самолёты Ту-4 «0-й серии» с макетным оборудованием, дислоцирующиеся на аэродроме ЛИИ. В частности, экипажи 185-го ТБАП проходили обучение на аэродроме ЛИИ.[4]. Система дозаправки самолётов Ту-4 по схеме «С крыла на крыло» прижилась в связи с необходимостью доводки более перспективной системы по схеме «Шланг-конус» и прослужила вплоть до снятия с вооружения самолётов Ту-4. Пришедшие на смену Ту-4-м реактивные бомбардировщики Ту-16, имеющие умеренный размах крыла, с учётом некоторых преимуществ крыльевой системы дозаправки, так же, как и их предшественники, оборудовались исключительно системой дозаправки «С крыла на крыло».[А].

##### Система дозаправки топливом в полёте по схеме «Шланг-конус»
В 1951 году в ходе разработки системы дозаправки для советского стратегического бомбардировщика М-4, имеющего значительно больший, чем у самолётов Ту-4 и Ту-16 размах крыла, советские разработчики, с учётом опыта испытаний крыльевой системы дозаправки, с оглядкой на американский бомбардировщик В-52, пришли к выводу, что нагрузка на экипажи при заправке в воздухе по схеме «С крыла на крыло» по сравнению с со схемой «Шланг-конус» всё же выше…[4].[А]. После завершения доводки системы «Шланг-конус» в ОКБ-115 С. М. Алексеева она нашла применение на стратегических бомбардировщиках с ТРД — М-4 и с ТВД — Ту-95, при этом первоначально в качестве заправщиков использовали самолёты Ту-4, топливная система которых была разделена; часть крыльевых топливных баков заправлялись керосином.[4]. Под «керосиновые танкеры», по системе «Шланг-конус», всего было доработано 12 ед. самолётов Ту-4 постройки Куйбышевского завода № 18, которые поступили на испытания в 1952 году. В их испытаниях по дозаправке стратегических бомбардировщиков М-4 участвовали инженеры ЛИИ В. Я. Молочаев, С. Н. Рыбаков; испытатели П. И. Казьмин, С. Ф. Машковский, Л. В. Чистяков и другие.[4].
В дальнейшем систему «Шланг-конус» на заправщике Ту-4 пытались автоматизировать, был разработан управляемый с заправщика конус (руководители темы: В. Д. Курбесов и Е. Т. Берёзкин). Однако практически использовались только автоматы управления замками, клапанами и насосами.[4].

### Самолётные системы

#### Система управления самолётом
Трёхканальная, обратимая, включает: два центральных узла управления с командными рычагами управления — штурвальные колонки и педали; гибкую тросовую проводку и органы управления — элероны, рули высоты, руль направления. В районе центральных узлов управления, параллельно проводке управления, включены исполнительные механизмы (рулевые машинки) автопилота.
В целях облегчения управлением (снижения усилий на командных рычагах управления) во всех трёх каналах, на органах управления: элеронах, рулях высоты, руле направления применены сервокомпенсаторы и триммеры.

#### Система кондиционирования
Включает: высотное оборудование, устройства для питания гермокабин воздухом, устройств для поддержания заданного давления воздуха в гермокабинах, устройств для обогрева гермокабин. Горячий воздух отбирается от турбокомпрессоров средних двигателей. Гермовыводы тросовой проводки управления, проходящей через гермокабины, выполнены в виде резиновых сердечников. В гермокабинах до высоты 7000 м поддерживается давление воздуха, соответствующее высоте 2500 м.[1] В гермокабинах расположены два регулятора давления, причём для поддержания нормального давления в гермокабинах достаточно одного из них.[2].
- В гермокабинах самолёта В-29 при полёте на высоте 6100 м поддерживается давление, соответствующее высоте 2400 м. Наддув гермокабин, как правило, применяется во время полёта к цели и при возвращении с задания. Непосредственно перед боем давление в гермокабинах стравливается в целях предотвращения их декомпрессионного разрушения от возможных пробоин и экипаж переходит на кислородное питание.[2].[8]

### Авиационное оборудование
Самолёт сильно электрифицирован. Для питания 150 электромоторов 49 типов и всей бортовой сети на коробках приводов двигателей установлены электрогенераторы, а в фюзеляже размещена бортовая аккумуляторная батарея — аварийный источник. Кроме того, для аварийных целей и для питания на земле при неработающих двигателях в фюзеляже установлен вспомогательный бензиновый мотор-генератор мощностью 12 л. с. «Лоуренс». [2].
Пилотажно-навигационное оборудование. Включает: магнитный компас, сопряжён с автопилотом АП-5; гироскопический компас, сопряжён с автопилотом АП-5; автопилот АП-5, сопряжён со счётчиком координат (навигационный координатор НК-46), с оптическим бомбоприцелом, с магнитным компасом и радиокомпасом; навигационный координатор НК-46Б — ламповое счётно-решающее устройство — первый в СССР бортовой компьютер, производящий счисление пройденного пути и непрерывно вычисляющий координаты, сопряжён с автопилотом АП-5[4].
Аэрофотооборудование. Предназначено для регистрации результатов бомбометания и фотосъёмки объектов небольшой площади. Для киносъёмки коротких маршрутов к каждому самолёту прилагалась кинокамера АКС-1. Фотолюк с качающейся рамой и командным прибором КП на самолёте Ту-4 первоначально комплектовался в частях различной располагаемой фототехникой. Впоследствии каждый третий выпускаемый самолёт Ту-4 снабжался автоматической фотокамерой АФА-33/100 (диаметр объектива — 100 мм), оптимизированной для работы с больших высот. Каждые два из трёх выпускаемых самолётов Ту-4 снабжались менее мощным аэрофотоаппаратом АФА-33/75. Кроме того, к каждому самолёту прилагался ночной аэрофотоаппарат НАФА-3с/50 с 4-линзовым объективом «Индустар-А» — полный автомат, экспозиция которого выставлялась по вспышке сбрасываемой с самолёта фотоавиабомбы — ФОТАБ.[4].
Доработки авиационного оборудования. Начиная с самолётов Ту-4 с номерами 222903, 184107, 230101, вместо первоначально устанавливаемых вакуумных авиагоризонтов начали устанавливать электрические авиагоризонты — АГК-47Б.[4]. Наибольшим по объёмам доработкам подверглись самолёты Ту-4 30-й серии с номерами 223003, 184209, 230102, на которых, в частности: на приборных панелях пилотов и штурмана-оператора были установлены светофильтры и защитные шторы; кресла бортинженера, радиста, радиооператора выполнены более удобными и регулируемыми по высоте; в комплект оборудования включён навигационный координатор НК-46Б — ламповое счётно-решающее устройство — первый в СССР бортовой компьютер, производящий счисление пройденного пути и непрерывно вычисляющий координаты;[4]; генераторы ГС-9000М заменены на ГСР-9000 в связи с постоянным увеличением потребления электроэнергии бортовым оборудованием. Генераторы ГСР-9000 обеспечивали то же напряжение при меньших оборотах и при возросшем потреблении тока.[4].

### Радиоэлектронное оборудование
Состав:
радиокомпас АРК-5;
маркерный радиоприёмник МРП-48;
радиодальномер СД-1 «Шиповник»;
дополнительный индикатор дальномера СД-1 на месте первого пилота (устанавливался с самолётов 53-й серии, №: 225303, 184133, 230307);
радиовысотомер РВ-2 (оказался весьма неточным, что явилось серьёзной проблемой в эксплуатации, её долго решали, пока радисты не нашли простое решение в 71-й серии — «раздвижка антенн», — всё сразу вошло в ТУ);
дополнительный указатель радиовысотомера РВ-2 (на рабочем месте первого пилота, устанавливался с самолётов 53-й серии, №: 225303, 184133, 230307). С 1950 г. на Ту-4 начали устанавливать радиовысотомеры «Литий».
Навигационная система
Включает: радиокомпас АРК-5, работающий совместно с автопилотом АП-5, маркерным радиоприёмником МРП-48, радиодальномером СД-1 «Шиповник», определяющим расстояние до начала ВПП, а также совместно с курсовым и глиссадным устройствами КПР-Ф и ГПР-2. Кроме того, «Шиповник» использовался в системе слепой посадки ОСП-48 и её дальнейших модификациях СП-50 «Материк»; гироскопический компас; магнитный компас; автопилот АП-5, сопряжён со счётчиком координат, с оптическим прицелом, с магнитным и радиокомпасами;[4]..
Система слепой посадки
Первоначально на самолёты Б-4 устанавливалась система слепой посадки РУСП-45. С 1950 г. начали устанавливать систему слепой посадки «СП-50» «Материк», обеспечивающую снижение метеоминимума до 100 × 1000 м. Официально считается, что уже первые серийные самолёты Ту-4 имели оборудование «Материк».
В составе системы слепой посадки: радиоприёмник глиссадного канала.
Система радиолокационного опознавания
Состав:
1. Станция радиолокационного опознавания. Первой доработкой в системе радиоэлектронного оборудования самолёта Ту-4 явилась установка отдельных передающих антенн станции радиолокационного опознавания «Магний», что улучшило её работу.[4].[10] На самолётах 45-й серии, начиная с 6-й машины (№ 224506), завода № 22, вместо станции радиолокационного опознавания «Магний» была установлена её модификация «Магний-М» с целью улучшения электромагнитной совместимости многочисленных радиоприборов. Однако, это привело к уменьшению дальности распознавания с 55 до 35 км. Для более удобной работы со станцией электронно-лучевая трубка была выполнена подвижной. На других заводах аппаратуру «Магний-М» стали устанавливать с машин № 184121 и 230103). [4].[10];
2. Самолётный запросчик-ответчик (СРЗО). Параллельно с установкой аппаратуры «Магний-М», на самолётах 45-й серии вместо самолётного запросчика-ответчика (СРЗО) «Барий» начали устанавливать СРЗО «Барий-М» с уменьшенным числом одновременно вводимых кодов с 6 до 4 (всего было 20 вариантов кодов), был добавлен сигнал бедствия, сокращена длительность ответных импульсов, диапазоны опознавания и наведения были объединены в один, более узкий диапазон. На других заводах аппаратуру «Барий-М» стали устанавливать с машин 184121 и 230101.[4].[10]

В связи с вводом в эксплуатацию модернизированной аппаратуры «Свой-чужой» — СРЗО «Барий-М» в строевых частях были проведены дополнительные занятия по обеспечению соблюдения режима секретности. Для исключения возможности попадания секретной аппаратуры в руки противника был предусмотрен специальный пиропатрон, срабатывающий или от кнопки на приборной панели командира корабля (левый пилот), или инерционного электрического замыкателя цепи взрыва, срабатывающего при падении или при аварийной посадке на фюзеляж на чужой территории. Для этого в розетку замыкателя вставлялась специальная вилка. Были случаи срабатывания инерционного замыкателя при грубой посадке… Кроме того, в экстремальных ситуациях некоторые командиры кораблей допускали ошибки в последовательности действий с пиропатроном, приводящие к его срабатыванию. Ввиду небольшого заряда взрыв пиропатрона не был слышен в кабинах, поэтому для контроля его состояния использовался специальный флажок, неудачно установленный и потому часто обламывающийся под действием значительных вибраций… При этом процесс извлечения блока опознавания был технологически сложным, трудоёмким и небезопасным. Аппаратура «Свой-чужой» являлась постоянной «головной болью» командира, поэтому, невзирая на строжайший запрет, иногда её просто отключали.
Радиолокационный бомбоприцел
Панорамный радиолокационный бомбоприцел — бортовая радиолокационная станция (БРЛС), включал свыше 15 блоков, индикаторы у штурмана и оператора, выпускаемую в полёте из фюзеляжа в поток платформу с антенной и модулятором. Длина его кабельной сети составляла около одного километра. На Ту-4 в процессе их производства и эксплуатации бортовая РЛС подвергалась доработкам и модернизациям, в соответствии с которыми менялись её названия (в частности: «Кобальт», «Кобальт-М», «Рубидий», «Комета», «Комета-М»). Очередным шагом в модернизации оборудования Ту-4 явилась установка усовершенствованной БРЛС «Кобальт-М» увеличенной мощности с модернизированным радиочастотным блоком, с улучшенной устойчивостью работы, более удобная в эксплуатации.

В целях обеспечения оптимальных условий работы антенны РЛС была увеличена высота опускаемого обтекателя начиная с самолётов 50-й серии: (225002, 184001, 230407). Но, в связи с доводкой самой РЛС заводы № 22 и № 18 первоначально на самолёты 50-й серии устанавливали старую РЛС.[4]. На этих самолётах в учебных полётах, когда включение РЛС не планировалось, «колпак» — обтекатель антенны РЛС закрывали специальным кожухом, предохраняющим обтекатель от стрелянных гильз, выбрасываемых из нижней задней стрелковой башни.[4]. Фактически БРЛС «Кобальт-М», была внедрена в эксплуатацию начиная с самолётов 55-й серии: № 225502, 184133, 230407.[4]. В дальнейшем в ходе строевой эксплуатации на незначительном количестве самолётов Ту-4 устанавливали новую БРЛС «Рубидий», которая при тех же характеристиках, что и «Кобальт-М» имела приставку сопряжения с оптическим бомбовым прицелом «Цезий», обеспечивающую значительное повышение точности бомбометания. Однако, техников «Рубидистов» — специалистов по новой РЛС постоянно не хватало.[4].
Радиосвязное оборудование
Состав:
1. Дополнительная командная радиостанция. На первых самолётах Б-4 вынужденно устанавливалась американская командная радиостанция SCR-27N[4]. На самолёты Ту-4 начиная с 19-й серии временно была установлена дополнительная командная радиостанция РСУ-5 для обеспечения управления большой группой самолётов в районе аэродрома, где каналы связи были чрезвычайно перегружены. Радиостанцией РСУ-5 комплектовались самолёты с (221901 по 226110), завода № 22, с (230101 по 231012), завода № 23, с (184304 по 1841039), завода № 18[10]. Дополнительная радиостанция РСУ-5 была исключена из комплекта радиооборудования на самолётах Ту-4 начиная с 62-й серии.[10]
2. Основная командная радиостанция. Начиная с самолётов 222101, 184505, 230101, рация СЦР-274Н, скопированная с американского образца, вплоть до названия, была заменена советской РСБ-5 с приёмником РСИ-6М-1, что позволило впоследствии отказаться от дополнительной командной радиостанции РСУ-5.[4].[10] В связи с тем, что собственная антенна командной радиостанции РСБ-5 часто отрывалась по причине обледенения, с машин 66-й серии, № 226601, 230219, была предусмотрена возможность переключения РСБ-5 на фиксированную тросовую антенну связной радиостанции 1РСБ-70.[4].[10]
3. Самолётное переговорное устройство (СПУ). СПУ-14М — более простое и надёжное, начали устанавливать с самолётов 55-й серии, № 225501, 184430, 230205.[10]

### Системы вооружения

#### Оборонительное стрелковое вооружение
Оборонительное стрелковое вооружение самолёта В-29 расположено в четырёх фюзеляжных вращающихся башенных турельных установках и в хвостовой турельной установке. Фюзеляжные турели имеют дистанционное управление, обеспечивающее возможность одновременного ведения огня из всех стволов, в любом направлении, одним человеком, с любого места.
На самолёте В-29 была установлена сложнейшая по тому времени система централизованного управления стрелковым оборонительным вооружением разработки фирмы «General Electric», объединяющая четыре фюзеляжные башенные турельные установки, с дистанционным наведением от компьютеризованного стрелкового прицела (центральной прицельной станции). Пятая — хвостовая турельная установка являлась автономной и управлялась непосредственно 5-м стрелком, находящимся в хвостовой (задней) гермокабине. Всего имелось четыре позиции с дистанционным управлением для стрелков: одно в носовой части фюзеляжа — место бомбардира; три в кормовой (средней) гермокабине. Все четыре дистанционно управляемые стрелковые позиции были оборудованы гироскопическими счётно-решающими рефлекторными стрелковыми прицелами, включенными в электродистанционную систему управления турельными установками. Вертикальная наводка осуществлялась посредством двух круглых кнопок по сторонам прицела. Передняя надфюзеляжная турельная установка управлялась, как правило, бомбардиром. Задняя надфюзеляжная и обе подфюзеляжные турельные установки могли обслуживаться тремя стрелками, находящимися в кормовой (средней) гермокабине. При этом каждый стрелок (кроме хвостового) мог одновременно вести огонь из двух установок. Централизованная система ведения огня управлялась средним (главным) стрелком, находящимся в кормовой (средней) гермокабине, где его кресло располагалось значительно выше кресел двух боковых стрелков. Благодаря этому он имел наилучший обзор через верхний блистер и с помощью тумблеров на специальной панели имел возможность распределять цели между стрелками и турельными установками. Огонь из 5-й хвостовой турельной установки мог вести только один хвостовой стрелок.
- Наибольшую сложность в системе управления составили вычислительные машины, мгновенно вводящие поправку на параллакс цели для каждой фюзеляжной турельной установки, при централизованном управлении огнём, с учётом значительного расстояния между стрелковым прицелом и турельными установками… Поправки на параллакс цели учитывали значительную рассредоточенность турельных установок по длине фюзеляжа. Расстояние от носовых и кормовых турелей до стрелка составляло около 15 метров; стрельба велась на дистанции в 300÷400 метров… Таким образом, расстояние между стрелком и стрелковой установкой могло составлять примерно 10 процентов расстояния от установки до цели. Такие условия вызвали необходимость учитывать параллакс цели. Амплидины (электрогенераторы для следящих систем) питали электрические моторы, вращающие турели стрелковых установок. Разветвлённая электросеть только системы оборонительного вооружения имела суммарную длину около 8 километров. Стрелковые прицелы были обычными коллиматорными[5].

Оборонительное стрелковое вооружение самолёта В-29 включало пулемёты калибра 12,7 мм и одну пушку калибра 20 мм. Однако, пулемётное оборонительное вооружение самолёта В-29 уже не обеспечивало надёжную защиту.
В то же время советские авиационные пушки послевоенного поколения ещё не были доведены. В связи с этим на совещании, посвящённом подготовке постановления о постройке головной серии (20 машин «Б-4»), А. Н. Туполев предложил оснастить самолёт орудиями «150-П» калибра 23 мм, потребовав от разработчиков ОКБ-16 наркомата вооружения и конструкторов А. Э. Нудельмана и А. А. Рихтера ускорить доводку этой артсистемы.[4]. Поэтому временно было решено установить на самолёт «Б-4» оборонительную систему «ПВ-20», оснащённую авиационными пушками «Б-20-Э» калибра 20 мм, масса и установочные размеры которых были близки к пулемёту «УБК-12,7». Разработку оборонительной системы «ПВ-20» возглавил А. В. Надашкевич — заместитель Туполева по вооружению.[4]. Система оборонительного комплекса «ПВ-20» включала четыре башенные турели, хвостовую турельную установку, автоматические прицелы и центральную прицельную станцию. Система обеспечивала 24 варианта комбинаций управления огнём.[4]. В управлении оборонительным комплексом, пользуясь одной из прицельных станций ПС-48, можно было вести огонь из любой стрелковой башни. Однако, регулировка и пристрелка системы была сложной и трудоёмкой.[4]. На первых самолётах: Б-4 (220001), борт № 1, Б-4 (220002), борт № 2, Б-4 (220003), борт № 3, по аналогии с самолётом В-29, было установлено 11 пулемётов «УБК −12,7» (по два пулемёта в каждой башне, и три пулемёта в хвостовой турельной установке)[4]. С самолёта Б-4(220004), борт № 4, и на последующих машинах «0-й» серии была установлена система оборонительного пушечного вооружения: «ПВ-20», включающая первоначально 11, (впоследствии 10), пушек Б-20-Э, калибра 20 мм[4]. Одной из первых доработок по оборонительному вооружению, явилось внедрение 2-орудийной хвостовой установки, которая при меньшей массе обеспечивала более широкий сектор обстрела.[4]. Самолёты Ту-4 с оборонительной системой «ПВ-20», выпускались до апреля 1950 года. В период разработки оборонительной системы «ПВ-23» («Звезда») и доводки пушки НР-23 на самолёт Б-4 в экспериментальных целях устанавливали пушки НС-23 (Нудельман и Суранов) калибра 23 мм, (пушка НС-23 — прямая предшественница пушки НР-23): две — в верхней передней башне, две — в нижней передней башне; 1 — в верхней задней башне; 1 — в кормовой (хвостовой) турельной установке.[4][8]. В 1949 году по предложению ВВС был выпущен в одном экземпляре опытный образец серийного Ту-4 с радиолокационным прицелом для стрелкового вооружения.[1]. С апреля 1950 года Постановлением Правительства на самолёты Ту-4, после завершения затянувшейся доводки, начали устанавливать 10 авиационных пушек НР-23 калибра 23 мм, по две пушки на каждую стрелковую установку, с общим боекомплектом 3150 патронов[А]. Оборонительный комплекс ПВ-23 «Звезда» включал четыре вращающиеся 2-орудийные башни блистерного типа с пушками НР-23 каждая и хвостовую турельную установку с двумя пушками НР-23. Каждая огневая точка была оснащена автоматическим прицелом и центральной прицельной станцией ПС-48М. Комплекс обеспечивал 24 варианта управления огнём.[4].

#### Бомбардировочное вооружение
- На самолёте В-29 управление сбросом бомб осуществлялось интервалометром, чередующим сброс бомб между передним и задним бомбоотсеками в целях обеспечения сохранения центровки самолёта в допустимых пределах.[2И]. В период проектирования самолёта Б-4 не предусматривался вариант подвески авиабомб калибром 3000 кг ввиду отсутствия таких бомб на вооружении авиации СССР[4].

В мае 1949 года. В соответствии с постановлением Правительства СССР была произведена доработка самолётов Б-4 для обеспечения подвески 4 укороченных авиабомб ФАБ-3000. Для машин первых серий, имевших смешанный вариант подвески, максимальный вес бомбовой нагрузки реализовывался только в вариантах подвески: 8 х 1500 кг = 12 000 кг, или 4 х 3000 кг = 12 000 кг. Система подвески не обеспечивала возможности подвески особо мощных бомб послевоенной разработки — ФАБ-6000М-46.[4]. С самолётов Ту-4 57-й серии № 225701, 1840136, 230109 было введено новое типовое (унифицированное) бомбовое вооружение с увеличенным количеством вариантов подвески максимальной бомбовой нагрузки, с 2 до 4 вариантов, в частности:

— Новые ФАБ-250М-46, общим весом 10600 кг, вместо 6000 кг, с бомбами ФАБ-250М-44;

— Предусмотрен вариант подвески мелких бомб калибра 100 и 50 кг, включая специальные бомбы;

— Установлены два держателя «БД5-50», обеспечивающие подвеску ФАБ-3000, ФАБ-5000, ФАБ-6000, модели 1946 г.;

— Система подвески стала проще и надёжней в эксплуатации, поскольку для подвески бомб любого типа и модели не требовалось перестановки бугелей.

— Центральный сбрасываемый подвесной топливный бак подвешивался на стандартный замок «Дер3-48Б» взамен специального «Б4-В10-У». Два бортовых подвесных топливных бака по-прежнему крепились болтами.[4]. В различных вариантах подвески самолёт Ту-4 мог нести: тяжёлые бомбы ФАБ-3000 и ФАБ-1500; средства массового поражения (химические боеприпасы)-ХАБ-500-280СМ-46 и ХАБ-250-150СМ-46, снаряжённые сгущённой смесью иприта и люизита с периодом стойкости не менее трёх суток.[4].

Сброс бомб мог осуществляться: одиночно, сериями, залпами, при помощи злектросбрасывателя ЭСБР-45.

Автоматический прицел ОПБ-48 обеспечивал бомбометание на любой скорости и высоте в условиях визуальной видимости.[4].
Бортовая РЛС «Кобальт», которая в корне изменила тактику бомбардировочной авиации, была разработана КБ Ленинградского электромеханического завода под руководством А. И. Корчмаря и Я. Б. Шапировского.

БРЛС «Кобальт» обеспечивала :

— Бомбометание при отсутствии видимости: обеспечение бомбометания в облачность и ночью с высот от 3000 м, до «потолка»; обеспечение обнаружения целей — крупное промышленное здание с дистанции 100 км; определение координат цели по азимуту с точностью до +/- 2 градуса, по дистанции +/- 100 м, при максимальном удалении 400 км.

— Определение местоположения самолёта методом сопоставления отражённого изображения с географической картой местности.[4].

Загрузка тяжёлых бомб в задний отсек была неудобной вследствие значительного стояночного дифферента фюзеляжа на хвост. Особенно мешал выступающий за обводы фюзеляжа обтекатель антенны БРЛС «Барий-М». Сначала этот обтекатель и антенна были выполнены съёмными, но затем, впервые на машине 225801 и постоянно с машин 60-й серии, № 226001, 1840140, 230115, — убирающимися.[4].
1949 г. Май… Вынесено Постановление Правительства СССР о доработке самолётов Ту-4 для обеспечения подвески 4 укороченных авиабомб ФАБ-3000.
Самолёты Ту-4 морских авиаполков вооружались бронебойными бомбами БРАБ калибра 500 и 1000 кг, предназначенными для поражения крупных боевых кораблей и сильно защищённых сооружений, а также якорными и донными минами.[4].

#### Атомное бомбардировочное вооружение
Главным оружием должна была стать атомная бомба, разработка которой была начата в 1946 г. в ОКБ-11 под руководством Ю. Б. Харитона и начальника конструкторского отдела В. А. Турбинера.

29 августа 1949 г. Первый экспериментальный заряд РДС-1 был взорван на башне; он был в принципе пригоден для сброса с самолёта. В основе проекта были использованы данные по американской плутониевой бомбе «Фэтмэн» «Fat Man» («Толстяк»), испытанной над Нагасаки.

Параллельно с проектированием заряда РДС-1, ОКБ-11 совместно с бригадой вооружения ОКБ Туполева произвели доработку трёх самолётов Ту-4 для проведения баллистических и «горячих» испытаний атомной бомбы. Доработанные самолёты были обозначены индексом Ту-4А. На этих самолётах была установлена система взведения заряда и специальный бомбодержатель. На первых атомных бомбах узлы подвески — ушки (рымы) — располагались поперёк продольной оси корпуса бомбы. Первоначально была произведена большая серия сбросов макетных бомб в целях отработки конструкции парашюта, оперения бомбы, радиовысотомеров, генерирующих сигнал для взрыва ядерного заряда на заданной высоте. К траектории падения бомбы предъявлялись жёсткие требования, выполнение которых осложняла конфигурация корпуса с малым геометрическим удлинением (отношение длины корпуса к диаметру миделевого сечения). В связи с этим была изыскана возможность снижения массы и размеров бомбы; однако, чтобы не задерживать выполнение программы первых испытаний, эта возможность была реализована позднее.[4].

Поэтому первоначально была выпущена малая серия в количестве 5 единиц атомных авиабомб «Изделие 501» с зарядом РДС-1 общим весом 5000 кг, предназначенных для подвески на самолёт Ту-4 дальней авиации. Однако эти бомбы так и остались на месте, где они были изготовлены — в городе Арзамас-16.[4].

Единственным средством защиты экипажа самолёта-носителя от малоизученных в то время поражающих факторов ядерного взрыва являлись светозащитные экраны и специальные очки.[4].

Первым серийным ядерным зарядом, разработанным для боевых частей ракет и свободнопадающих бомб, стал 30-килотонный заряд РДС-4. Его вариант РДС-4Т был разработан для атомной бомбы «Татьяна», поступившей на вооружение дальней и фронтовой авиации. Внешне «Татьяна» соответствовала обычной фугасной бомбе. Её корпус по сравнению с «Изделием 501» был короче более чем в четыре раза, вес снизился с 5000 кг до 1200 кг. По результатам «холодных» баллистических испытаний была упрощена конструкция оперения, а «проушины» узлов подвески имели продольное расположение.[4].

### Вооружение

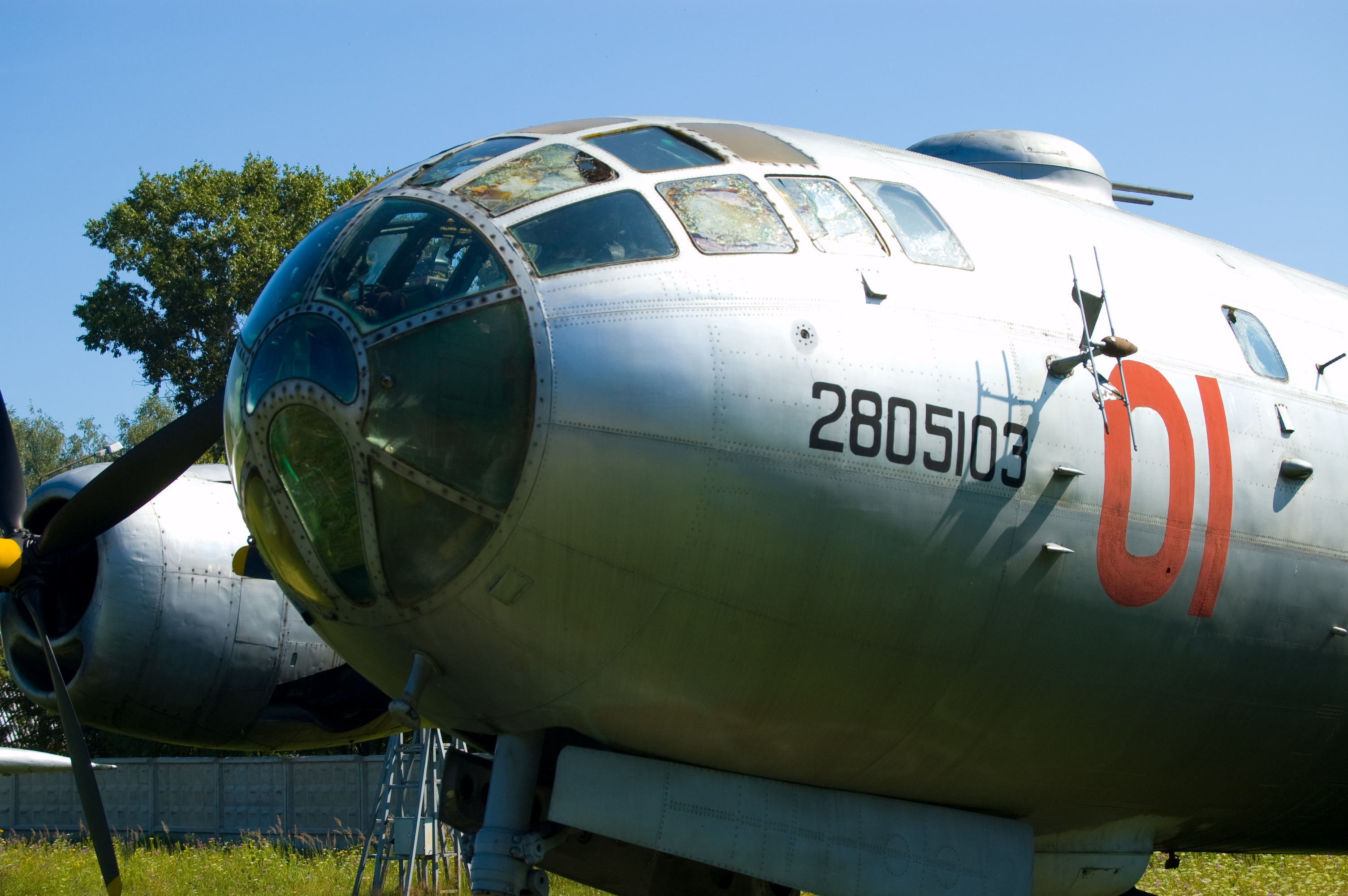
Над пилотской кабиной расположена установка ПВ-23

На самолёте имелось два грузоотсека, в которые загружались свободнопадающие боеприпасы в четырёх основных вариантах. Для прицеливания применялся радиолокационный прицел «Барий» и оптический — ОПБ-18. Для автоматического сброса бомб имелся электросбрасыватель ЭСБР-45.
Ту-4 мог нести 4 фугасные бомбы ФАБ-3000 или 8 ФАБ-1500, бронебойные БРАБ-500 и БРАБ-1000, более мелкие ФАБ-250М или по одной большой ФАБ-5000 или ФАБ-6000, а также химические боеприпасы ХАБ-500-280С и ХАБ-250-150С, снаряжённые сгущённой смесью иприта и люизита. В морских частях на самолёт можно было подвесить донные или якорные мины. Но главным оружием самолёта считалась 1200-килограммовая ядерная бомба «Татьяна» с 30-кт зарядом РДС-4Т.
Первые серийные машины, начиная с Ту-4, № 220004, имели систему пушечного оборонительного вооружения ПВ-20 с пушками Б-20Э, а начиная с 32-й серии — систему ПВ-23 с пушками НР-23.

## Эксплуатация и боевое применение
В процессе разработки Ту-4 была заново создана советская школа проектирования тяжёлых бомбардировщиков и получен неоценимый опыт. Был дан мощный толчок к производству электроники — практически ничего из оборудования, подобного установленному на B-29, в СССР не выпускалось. Был освоен радиолокационный прицел «Кобальт», автопилот АП-5 и радиокомпас АРК-5, радиовысотомер РВ-2, система слепой посадки ОСП-48. Впервые в СССР на самолёт установили навигационный вычислитель — ламповое счётно-решающее устройство НК-46. На борту машины была установлена вспомогательная силовая установка (ВСУ) — бензиновый мотор-генератор. Даже моторы АН-73ТК имели прообраз электронной автоматики — ламповые усилители У-2, работавшие в системе управления наддувом РТК-46.
Пришлось пересматривать и разрабатывать тактику бомбометания по данным бортовой РЛС. Система посадки ОСП-48 потребовала размещения на аэродромах приводных радиостанций и курсоглиссадных маяков, строительства стационарных пунктов управления.
Первым на Ту-4 перевооружался 185-й гвардейский авиаполк 13 АД, размещённый в Полтаве. Обучение личного состава проводилось в Казани, на базе 890-го дальнебомбардировочного полка, превращённого в учебный. Лётчики этой части имели большой опыт полётов на американских самолётах B-17 и B-24.
Ту-4 стал первым советским носителем ядерного оружия. По решению Совета Министров СССР от 29 августа 1951 года № 3200-1513 Военное Министерство приступило к формированию бомбардировочного полка, вооружённого атомными бомбами, с условным наименованием «Учебно-тренировочная часть № 8» в составе 22 боевых самолётов-носителей Ту-4. Полк был укомплектован личным составом из 45 тяжёлой бомбардировочной авиационной дивизии. Командиром полка был назначен полковник В. А. Трехин.
18 октября 1951 года именно с Ту-4А экипажем подполковника К. Уржунцева впервые на Семипалатинском полигоне была сброшена советская авиационная атомная бомба «Мария» (РДС-3 с ядерным зарядом «501-М»).
14 сентября 1954 года Ту-4А экипаж В. Я. Кутыричева (226-го тбап) произвёл сброс с воздушным подрывом ядерного боеприпаса, в ходе учений «Снежок» на Тоцком полигоне в Оренбургской области.
В 1956 году во время венгерских событий соединение Ту-4 совершило вылет с целью бомбардировки г. Будапешта, в частности, театра, где находился штаб мятежников. Вылет проходил с целью дезинформации стран НАТО не по кратчайшему пути, а над территорией Румынии, и был в последний момент прерван приказом командования. Бомбардировки не произошло.
Однако эпоха поршневых самолётов подходила к концу, поэтому срок жизни модели оказался довольно коротким: выпуск Ту-4 был прекращён в 1952 году. К этому времени было построено 847 самолётов, некоторые из которых были переданы в Китай в конце 1950-х. Ту-4 был заменён более перспективными моделями, такими как Ту-16 в 1954 и Ту-95 в 1956. В начале 1960-х единственный оставшийся в СССР Ту-4 использовался как летающая лаборатория для отработки различных вариантов двигателей.
Не последнюю роль в столь недолгой эксплуатации Ту-4 сыграл опыт корейской войны, где их прямые предки В-29 сбивались советскими реактивными истребителями. Было ясно, что самолёт морально устарел и совершенно не соответствует современным требованиям. Списанные Ту-4 активно использовали на полигонах в качестве мишеней.
Ту-4 много дал в плане технологии и производства. Системы, блоки и агрегаты, разработанные для B-29 (Ту-4), широко применялись (и до сих пор применяются) на различных типах как военной, так и гражданской авиационной техники, разработанной в СССР. Американское происхождение блока или агрегата, как правило, выдаёт маркировка штепсельных разъёмов — в советской традиции выводы нумеровались, а в американской — обозначались буквами. Примером может служить электромеханизм перемещения МП-100.
И все же Ту-4 в основном имел худшие характеристики, чем Б-29, так как был более тяжёл. Также в ряде случаев не удалось добиться нормальной работы агрегатов и аппаратуры, скопированных с американской машины: в частности, много нареканий вызывал радиолокационный прицел. Недобрым словом поминал техсостав и отечественные моторы АШ-73ТК с ресурсом 25 моточасов против 500 на Б-29.

### Самолёты Ту-4 в Китае
В 1953 году. 25 самолётов Ту-4 выпуска заводов № 22 и № 18 были перегнаны в Китайскую Народную Республику (КНР), являвшуюся основным союзником СССР в период Холодной войны. Подготовка китайских экипажей на месте производилась под руководством А. А. Баленко, под контролем Министра обороны КНР — маршала Чжу Дэ. 

По прибытии в КНР был устроен приём у Мао Цзэдуна, где советским офицерам, между прочим, показали тайваньскую газету с подробным сообщением о цели их визита, с фотографией руководителя советской делегации и с указанием суммы денежного вознаграждения за его голову.

Обучение было начато с преодоления языкового барьера и установления жёсткой дисциплины. Недостатки образования китайские товарищи компенсировали огромным трудолюбием и своеобразными методами стимулирования. В случае неудовлетворительных результатов бомбометания после полёта требовалось дать вразумительный ответ. Почему непроизводительно были израсходованы моторесурс, горючее и боекомплект? В случае неубедительного ответа весь экипаж следовал на гауптвахту на два часа — «подумать».[4]. 

Одним из немногих нарушений дисциплины являлось то, что китайские лётчики сразу после набора самолётом установленной высоты съедали свой бортпаёк — большую плитку шоколада, выдаваемую каждому члену экипажа. В связи с этим был издан приказ, разрешающий употребление шоколада только после бомбометания, сделав запрос на КП и полигон о результатах, и только в случае, если бомбы поразили цель.

Ещё до завершения учебной программы китайские Ту-4 приступили к боевой работе — бомбардировкам объектов на острове Тайвань. В то время, помимо тайваньского конфликта, велась открытая война в Корее.

Китайские Ту-4 предполагалось использовать в качестве носителей атомной бомбы, но практически это не осуществилось. В 1957 году в Китай была передана документация на бомбардировщик Ту-16. Потом испортились советско-китайские отношения, затормозив освоение новой техники.

В итоге, китайские Ту-4 были модернизированы. В частности, на них установили скопированные с советских образцов: запросчик-ответчик «Хром-Никель», станцию предупреждения «Сирена-2» и другое оборудование. 

В середине 1970-х годов. Проблему дефицита поршневых моторов для китайских Ту-4 разрешили установкой на них турбовинтовых двигателей АИ-20М и агрегатов силовой установки, используемых на китайском военно-транспортном самолёте Y-8 — нелицензионной копии советского Ан-12БК. 

В 1978 году. В связи с низкой боевой эффективностью китайских бомбардировщиков Ту-4 несколько машин было доработано в качестве носителей беспилотных самолётов WZ-5, а один Ту-4, № 2806501, был доработан в качестве летающего стенда для доводочных испытаний системы дальнего радиолокационного обнаружения ДРЛО, управления и систем радиолокационного противодействия РЭП. 

KJ-1 — китайский вариант модернизации и доработки бомбардировщика Ту-4 в самолёт дальнего радиолокационного обнаружения (ДРЛО), с радаром над фюзеляжем и турбовинтовыми двигателями Ивченко АИ-20К.

Попытка модифицирования Ту-4 в качестве самолёта ДРЛО и РЭП не увенчалась успехом в связи с относительно большими конструктивной массой и габаритами обтекателя антенны БРЛС.[А].

В 1991 году. В составе ВВС КНР находилось не менее 15 самолётов Ту-4. Два Ту-4 стали экспонатами музеев.

## Варианты и модификации
В 1948 году начались работы над крылатыми ракетами КС-1. Модификация Ту-4, Ту-4К, предназначенная для работы с ними, была разработана в 1951 году и после лётных испытаний поступила в 1952 на вооружение морской авиации. Также рассматривался проект оснащения Ту-4 турбовинтовыми двигателями, но поскольку ожидавшийся выигрыш в ТТХ составлял всего 10-15 %, проект так и не вышел из стадии разработки, как и система «Бурлак» — идея использования Ту-4 в качестве буксировщика двух истребителей МиГ-15, использующихся для его защиты.
- Ту-4 — базовый серийный дальний бомбардировщик.
- Ту-4А — носитель атомной бомбы. На фюзеляже была нарисована красная молния.
- Ту-4Р — дальний разведчик. От бомбардировщика отличался лишь дополнительным оборудованием: фотоаппаратурой, станцией радиоразведки, станцией постановки активных радиопомех, устройствами для постановки пассивных радиопомех.
- Ту-4К — носитель крылатых ракет КС-1.
- Ту-4Д — десантный вариант для ВДВ, доработан из серийного бомбардировщика Ту-4.
- Ту-4Т — транспортный вариант, доработан из серийного бомбардировщика Ту-4.
- Ту-4ЛЛ — самолёты летающие лаборатории для доводки перспективных вариантов авиационных силовых установок.
- Ту-4УШС — учебный штурманский самолёт.
- Ту-70 — опытный дальнемагистральный пассажирский самолёт с герметичной кабиной большого объёма. В конструкции планера использованы крыло и оперение от самолёта В-29. Серийно не выпускался в связи с началом разработки самолёта Ту-104.
- Ту-75 — опытный грузовой вариант самолёта Ту-70, в конструкции фюзеляжа реализованы усиленный грузовой пол и погрузочно-разгрузочная рампа в хвостовой части. Серийно не выпускался в связи с началом разработок в СССР специализированных транспортных самолётов Ан-8 и Ан-12.
- Ту-80 — опытный дальний бомбардировщик — глубокая модернизация серийного Ту-4 (улучшенный вариант Ту-4), серийно не выпускался в связи с началом разработки самолёта Ту-16.
- Ту-85 — опытный стратегический бомбардировщик, дальнейшее развитие самолёта Ту-80, серийно не выпускался в связи с началом разработки самолёта Ту-95.
- KJ-1 — опытный самолёт ДРЛО Китайской Народной Республики.

## Сохранившиеся Ту-4
- KJ-1 (Ту-4 4114 (з/н 286501)), собранный специально для экспозиции из комплектующих, оставшихся от опытного самолёта, Датангшан, Китай (Д)
- Ту-4 4134 (з/н 2205008), 4134, Датангшан, Китай (Д)
- Ту-4 борт № 01 (з/н 2805103), 01 Единственный сохранившийся в РФ находится в Центральном музее Военно-воздушных сил

## Эксплуатанты
- СССР
- Китай

## Тактико-технические характеристики
Приведены данные Ту-4 (Б-4).
Источник данных: Gordon Y. and Rigmant V., 2002, p. 34

Технические характеристики
- Экипаж: 11 (командир, пилот, штурман, штурман-бомбардир, бортинженер, бортрадист, оператор РЛС, 4 стрелка)
- Длина: 30,179 м
- Размах крыла: 43,047 м
- Высота: 8,460 м
- Площадь крыла: 161,7 м²
- Коэффициент удлинения крыла: 11,5
- Коэффициент сужения крыла: 2,36
- Профиль крыла: RAF-34
- База шасси: 10,44 м
- Колея шасси: 8,68 м
- Масса пустого: 36 850 кг
- Нормальная взлётная масса: 47 850 кг
- Максимальная взлётная масса: 63 600 кг
- Объём топливных баков: 20180 л (+ 3 х 2420 л дополнительных бака в переднем бомбоотсеке)
- Силовая установка: 4 × радиальных 18-цилиндровых воздушного охлаждения АШ-73ТК
- Мощность двигателей: 4 × 2400 л. с. (4 × 1790 кВт)
- Воздушный винт: четырёхлопастной В3-А3 или В3Б-А5
- Диаметр винта: 5,06 м

Лётные характеристики
- Максимальная скорость:  
  - у земли: 435 км/ч
  - на высоте: 558 км/ч на 10 250 м
- Посадочная скорость: 160 км/ч
- Практическая дальность:  
  - при максимальной взлётной массе с 3000 кг бомб: 6200 км
  - при максимальной взлётной массе с 9000 кг бомб: 4100 км
- Практический потолок: 11 200 м
- Скороподъёмность: 4,6 м/с
- Время набора высоты: 5000 м за 18,2 мин
- Длина разбега: 960 м
- Длина пробега: 920 м

Вооружение
- Стрелково-пушечное:  
  - 4 × 2×20 мм пушки Б-20Е (две установки сверху, две снизу)
  - 3 × 20 мм пушки Б-20Е (в хвосте)
  - Общий боезапас: 3150 патронов
- Боевая нагрузка: 11930 кг (максимальная)
- Управляемые ракеты: 2 × КС-1 (Ту-4К)
- Бомбы:  
  - ядерная: 1 × РДС-3 (Ту-4А)
  - фугасные:
    - 2 × ФАБ-6000 или
    - 4 × ФАБ-3000 или
    - 8 × ФАБ-1500 или ФАБ-1000 или
    - 14 × ФАБ-500 или
    - 40 × ФАБ-250 или
    - 48 × ФАБ-100 или ФАБ-50